# Donaueschingen
Donaueschingen ist eine Stadt im Südwesten Baden-Württembergs, die etwa 13 Kilometer südlich der Kreisstadt Villingen-Schwenningen liegt. Das Mittelzentrum ist die zweitgrößte Stadt des Schwarzwald-Baar-Kreises. Bis zur Kreisreform am 1. Januar 1973 war Donaueschingen Kreisstadt des Landkreises Donaueschingen und gehört seitdem zum Schwarzwald-Baar-Kreis. Seit dem 1. Juli 1993 ist Donaueschingen eine Große Kreisstadt.
Die nächsten größeren Städte sind neben Villingen-Schwenningen noch Tuttlingen etwa 24 km östlich, Singen (Hohentwiel) etwa 34 km südöstlich und das in der Schweiz gelegene Schaffhausen etwa 30 km südlich von Donaueschingen.

## Geographie

### Geographie und Geologie
Donaueschingen, das seit 2022 die offizielle Zusatzbezeichnung „Donauquellstadt“ führt, liegt auf dem Hochplateau der Baar, zwischen dem Ostrand des südlichen Schwarzwalds und der westlichen Schwäbischen Alb in der Talung der Brigach, deren Zusammenfluss mit der Breg am östlichen Stadtrand von Donaueschingen als der eigentliche Beginn der Donau gilt. Eine gefasste Karstaufstoßquelle im Schlosspark, die Donaubachquelle, deren Wasser in die Brigach fließt, wird auch als „Donauquelle“ bezeichnet.

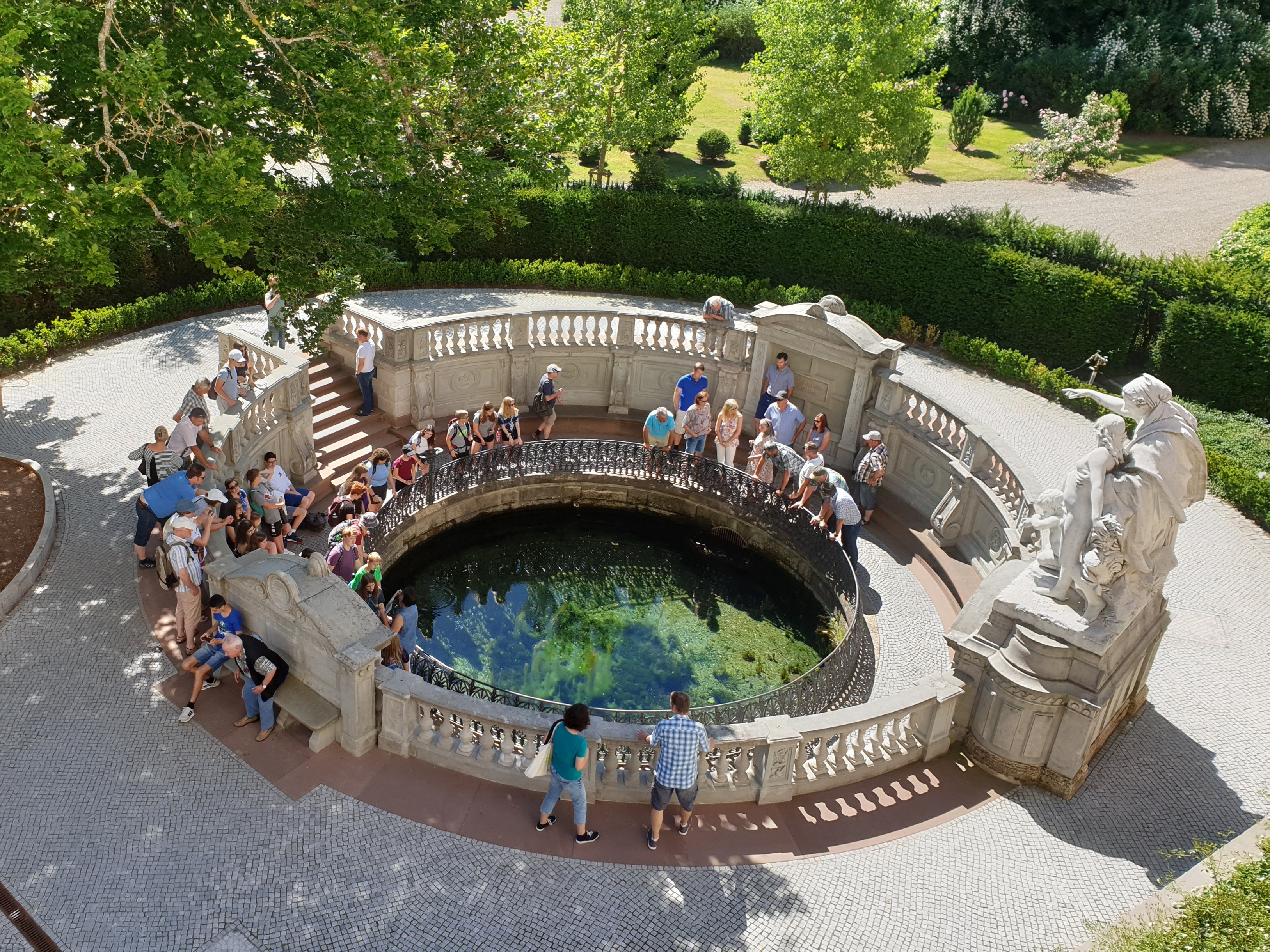
Donauquelle in Donaueschingen
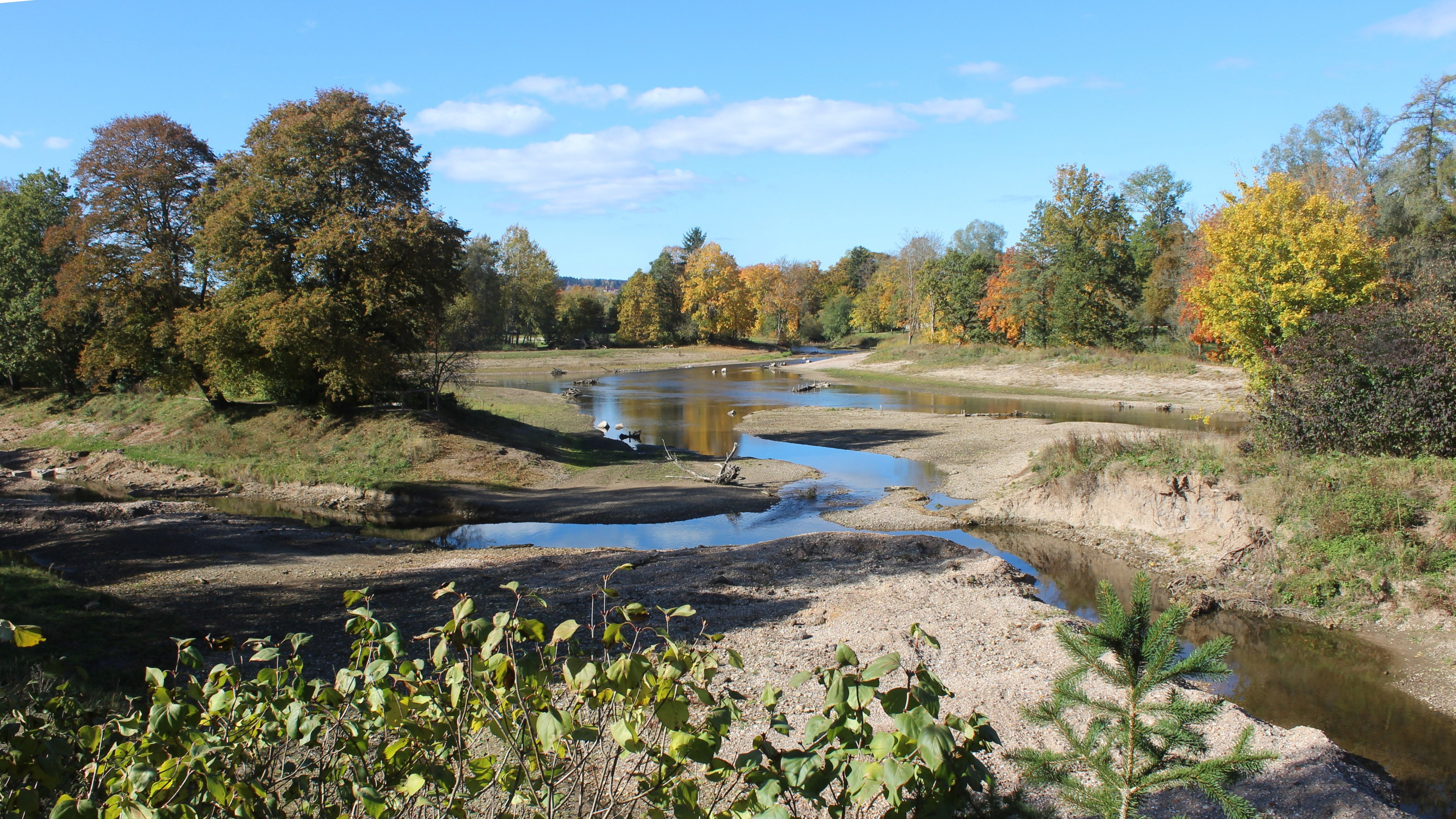
Donauzusammenfluss bei Donaueschingen (2021)

Als einzige Gemeinde erstreckt sich die Gemarkung durchgehend vom Granit und Gneis des Schwarzwalds über die Trias-Formationen der Schwarzwald-Ostabdachung und der Baar bis zum Jura der Schwäbischen Alb und kann sämtliche Gesteinsschichten des süddeutschen Schichtstufenlands aufweisen. Die Höhen senken sich von 1020 m im Schwarzwald auf ca. 660 m auf der Baar ab, um auf der Schwäbischen Alb die 900-Meter-Marke wieder zu überschreiten. Ein Modell stellt die außergewöhnliche geologische Situation der Stadt und ihres Umlands im Park gegenüber dem Bahnhof anschaulich dar.

### Klima
|                        | Jan  | Feb  | Mär  | Apr  | Mai  | Jun  | Jul  | Aug  | Sep  | Okt  | Nov | Dez  |   |      |
| Mittl. Temperatur (°C) | −0,6 | −0,2 | 3,9  | 8,0  | 11,9 | 16,6 | 18,7 | 17,8 | 12,9 | 8,4  | 3,8 | 1,0  | ⌀ | 8,6  |
| Mittl. Tagesmax. (°C)  | 3,2  | 4,7  | 9,9  | 14,7 | 18,2 | 23,1 | 25,8 | 24,9 | 19,8 | 14,1 | 8,2 | 5,3  | ⌀ | 14,4 |
| Mittl. Tagesmin. (°C)  | −4,2 | −4,3 | −1,4 | 1,4  | 5,8  | 10,1 | 11,7 | 11,1 | 6,7  | 3,5  | 0,0 | −2,6 | ⌀ | 3,2  |
|                        |      |      |      |      |      |      |      |      |      |      |     |      |   |      |
| Niederschlag (mm)      | 102  | 51   | 68   | 62   | 103  | 94   | 73   | 65   | 44   | 47   | 45  | 66   | Σ | 820  |
|                        |      |      |      |      |      |      |      |      |      |      |     |      |   |      |
| Regentage (d)          | 16   | 14   | 15   | 13   | 16   | 15   | 13   | 12   | 11   | 13   | 14  | 15   | Σ | 167  |

| −4,2 |

| −4,3 |

| −1,4 |

| 1,4 |

| 5,8 |

| 10,1 |

| 11,7 |

| 11,1 |

| 6,7 |

| 3,5 |

| 0,0 |

| −2,6 |

| −4,2 |

| −4,3 |

| −1,4 |

| 1,4 |

| 5,8 |

| 10,1 |

| 11,7 |

| 11,1 |

| 6,7 |

| 3,5 |

| 0,0 |

| −2,6 |

### Nachbargemeinden
Folgende Städte und Gemeinden grenzen an die Stadt Donaueschingen. Sie werden im Uhrzeigersinn beginnend im Nordwesten genannt:
Vöhrenbach, Villingen-Schwenningen, Brigachtal, Bad Dürrheim (alle Schwarzwald-Baar-Kreis), Geisingen (Landkreis Tuttlingen) sowie Hüfingen und Bräunlingen (alle Schwarzwald-Baar-Kreis).

### Stadtgliederung
Das Stadtgebiet besteht aus dem Stadtkern, den in den 1930er-Jahren eingegliederten Orten Allmendshofen und Aufen und den im Rahmen der Gemeindereform der 1970er-Jahre eingegliederten Gemeinden Aasen, Grüningen, Heidenhofen, Hubertshofen, Neudingen, Pfohren und Wolterdingen.
Die zuletzt eingegliederten Stadtteile sind zugleich Ortschaften im Sinne von § 67ff der Gemeindeordnung, das heißt, sie haben jeweils einen von den Wahlberechtigten bei jeder Kommunalwahl direkt zu wählenden Ortschaftsrat, mit einem Ortsvorsteher als Vorsitzenden. Die Zahl der Ortschaftsräte beträgt je nach Einwohnerzahl zwischen sechs und zehn.
Zu einigen Stadtteilen gehören weitere räumlich getrennte Wohnplätze mit eigenem Namen, die oft sehr wenige Einwohner haben oder Wohngebiete mit eigenem Namen, deren Bezeichnung sich im Laufe der Bebauung ergeben haben und deren Grenzen dann meist nicht genau festgelegt sind. Im Einzelnen handelt es sich um folgende Gebiete:
- zur Kernstadt: Dürrheimer Landstraße, Fohrenhöfe und In den Tannenäckern, Jägerhaus sowie Bruch- und Schluchsiedlung und Neue Heimat
- zu Neudingen: Auf Teil, Gnadental und Mariahof
- zu Pfohren: Immenhöfe
- zu Wolterdingen: Hintere Schand, Lettenäcker und Zindelstein

### Raumplanung
Donaueschingen bildet ein Mittelzentrum innerhalb der Region Schwarzwald-Baar-Heuberg, in der Villingen-Schwenningen als Oberzentrum ausgewiesen ist. Zum Mittelbereich Donaueschingen gehören neben der Stadt Donaueschingen noch die Städte Blumberg, Bräunlingen und Hüfingen.

### Schutzgebiete
In Donaueschingen liegen die Natur- und Landschaftsschutzgebiete Weiherbachtal und Birken-Mittelmeß, das Naturschutzgebiet Grüninger Ried sowie ein kleiner Teil des Naturschutzgebiets Unterhölzer Wald. Zudem liegt östlich der Stadt das Landschaftsschutzgebiet Huflen. Darüber hinaus hat Donaueschingen Anteil am FFH-Gebiet Baar, Eschach und Südostschwarzwald sowie an den Vogelschutzgebieten Wutach und Baaralb, Baar und Mittlerer Schwarzwald. Donaueschingen liegt zudem teilweise im Naturpark Südschwarzwald.

## Geschichte

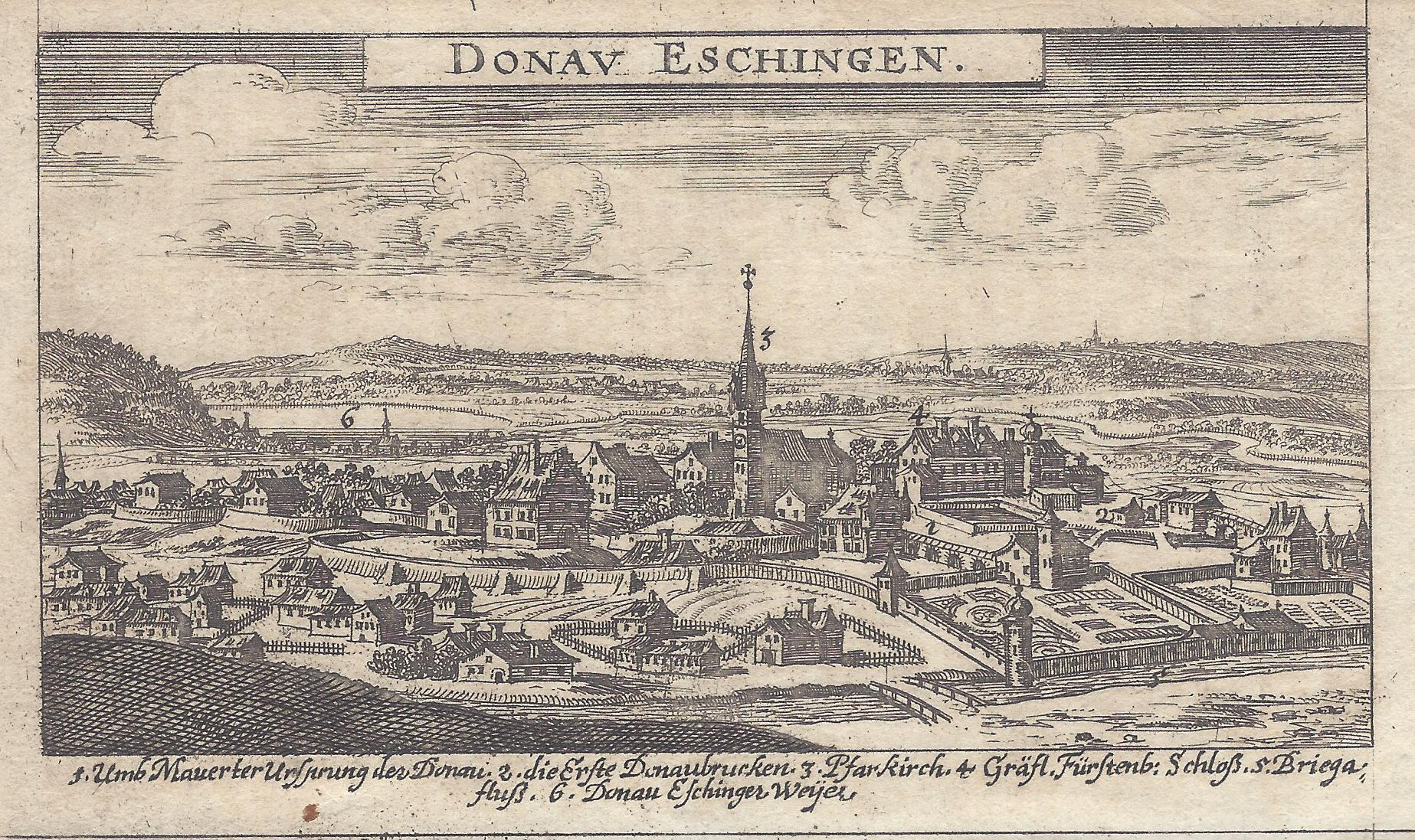
Donaueschingen, um 1680

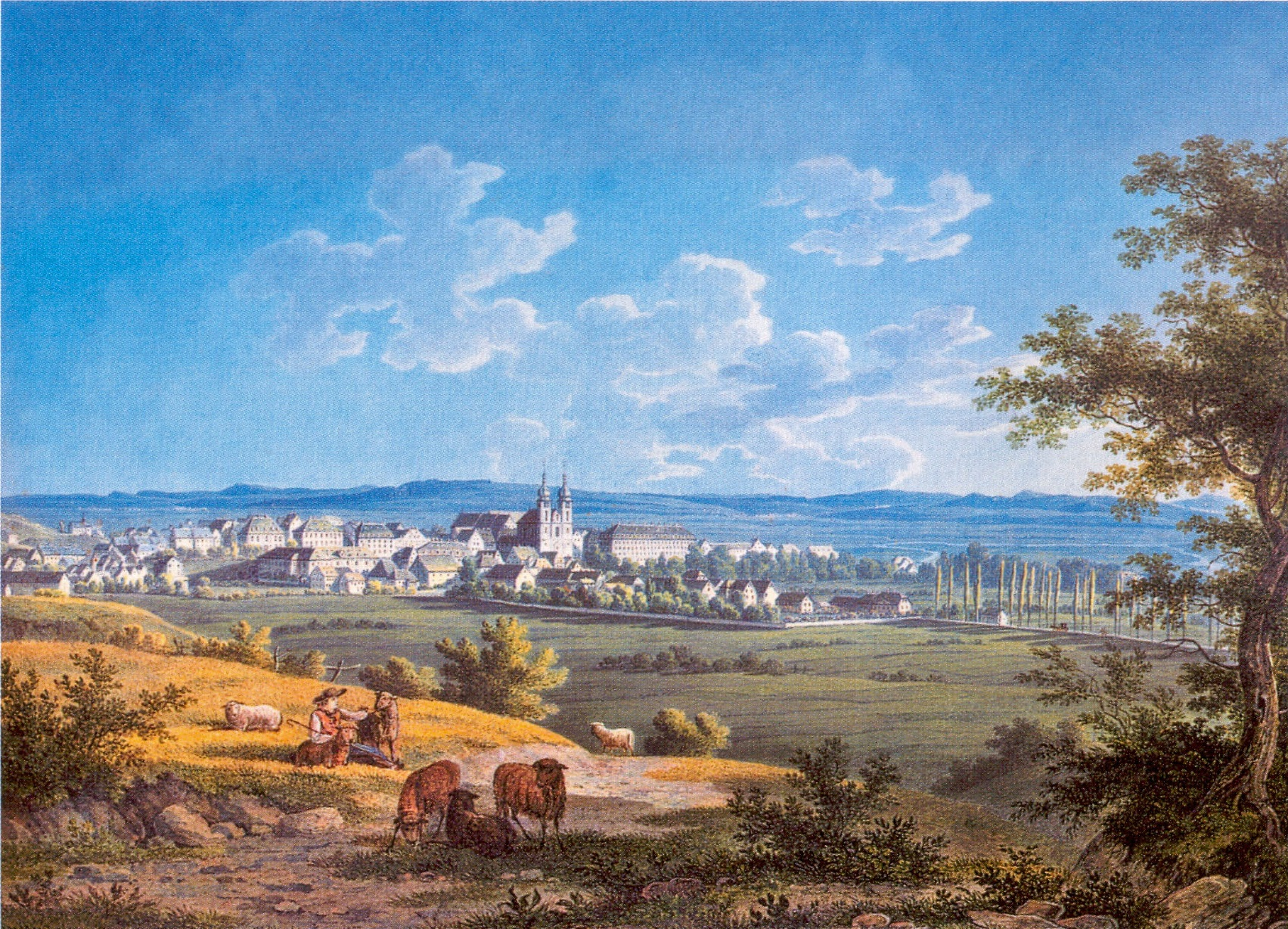
Wilhelm Scheuchzer: Donaueschingen, 1827

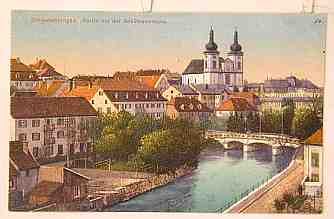
Donaueschingen um 1900

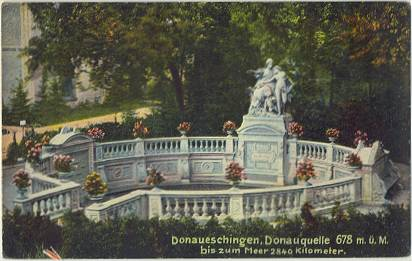
Donauquelle um 1900

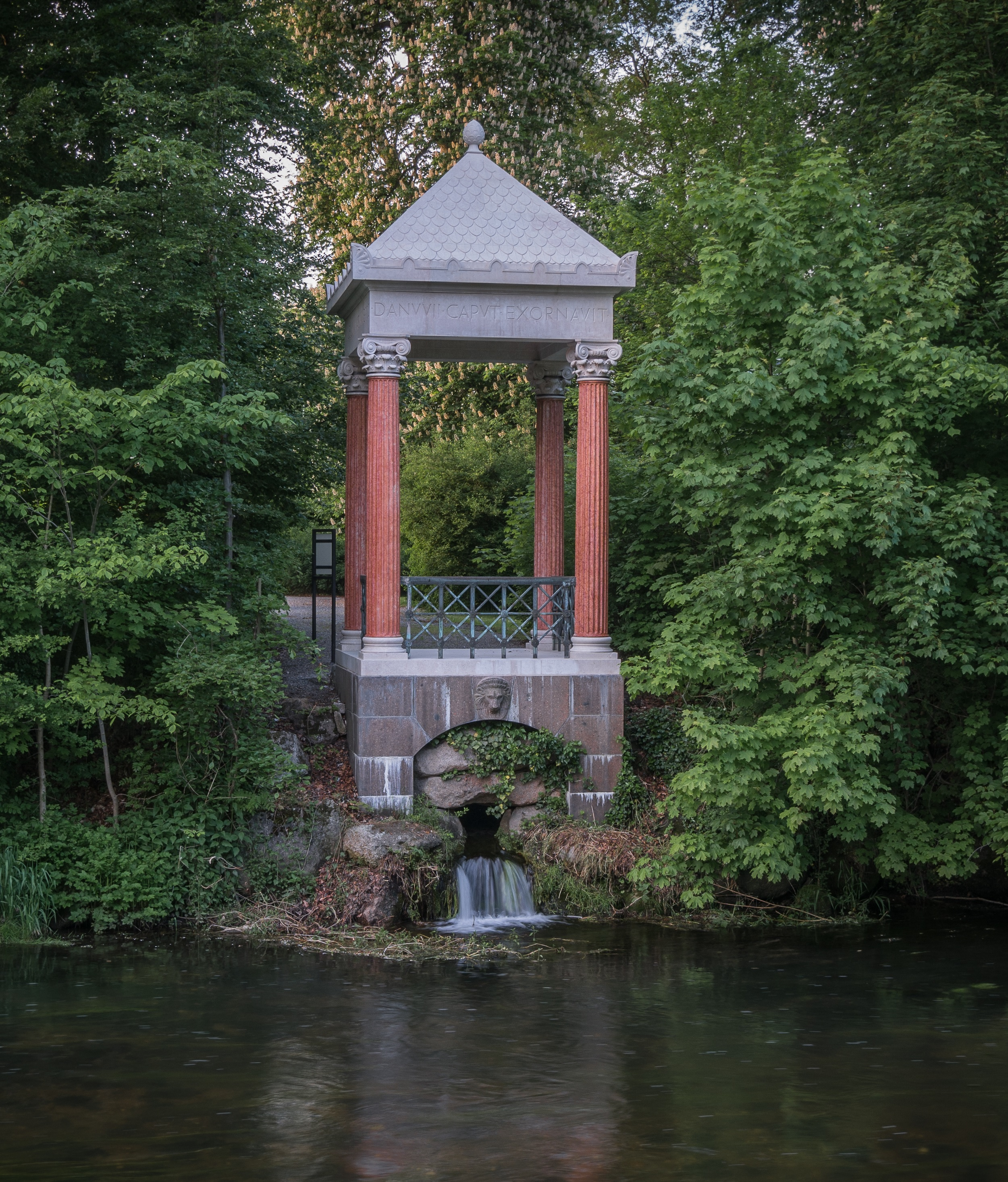
Donautempel am Ausfluss des Donaubachs in die Brigach, 1910 unter der Leitung von Franz Schwechten im Auftrag von Wilhelm II. errichtet

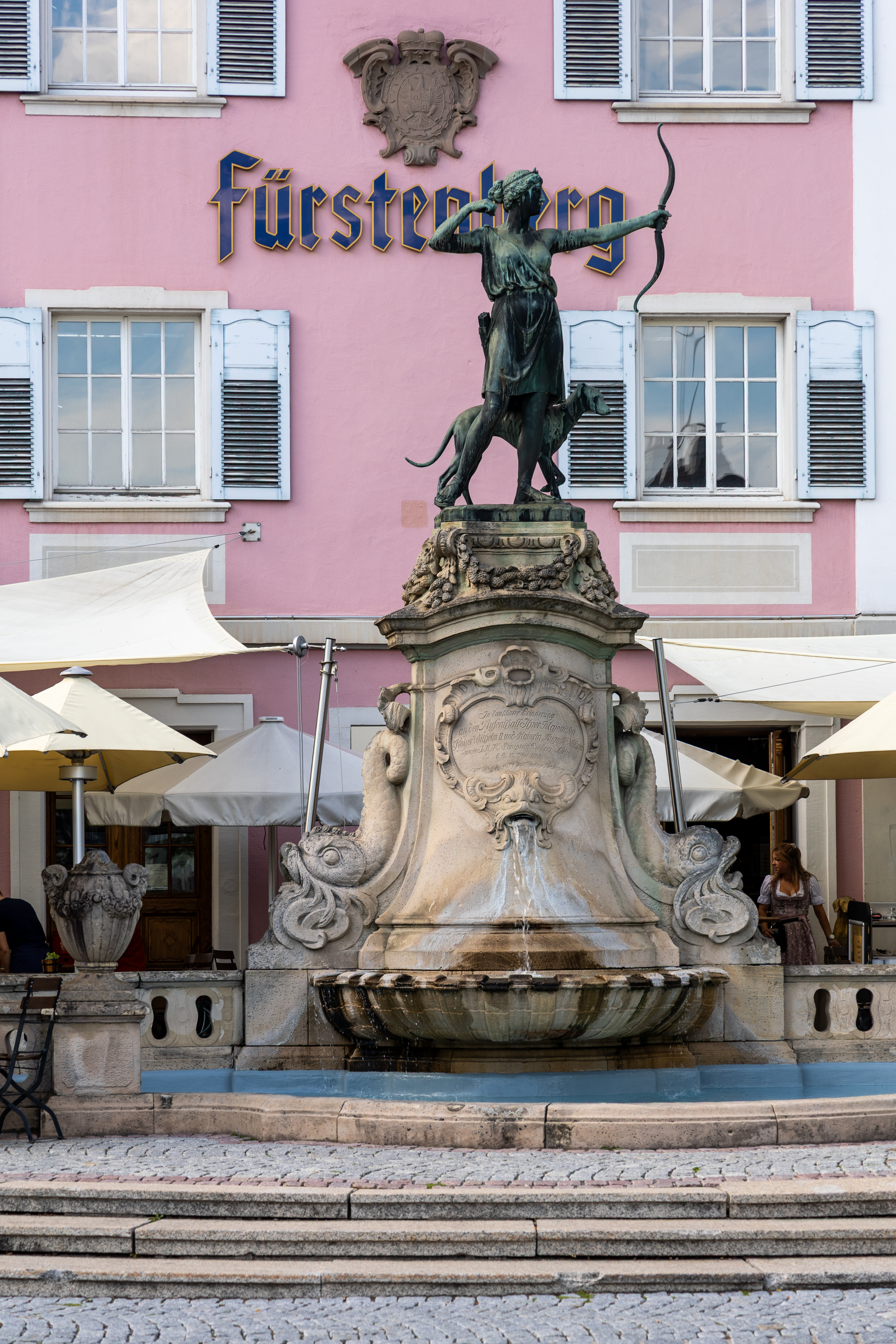
Diana-Brunnen von Bildhauer Wilhelm Sauer zur Erinnerung an den Besuch von Wilhelm II., seiner Frau Auguste Viktoria und deren Tochter Viktoria Luise Prinzessin von Preußen im Jahr 1904

### Mittelalter
Donaueschingen wurde 889 als Esginga erstmals urkundlich erwähnt. Während der Zeit der Stammesherzogtümer lag Donaueschingen im Herzogtum Schwaben. Von 1101 bis ins 13. Jahrhundert gehörte der Ort zu einer örtlichen Adelsfamilie, die vermutlich Dienstleute des Klosters Reichenau waren. Spätestens Ende des 13. Jahrhunderts waren es die Herren von Blumberg, die bis Mitte des 15. Jahrhunderts über den Ort herrschten, dann folgte bis 1465 Ritter Sigmund vom Stein.
Im Jahr 1283 belehnte Rudolf von Habsburg den Grafen Heinrich von Fürstenberg mit der Grafschaft Baar und Donaueschingen. Damit war auch das Recht verbunden, Bier zu brauen. Hier hat die Fürstlich Fürstenbergische Brauerei ihren Ursprung.

### Frühe Neuzeit bis 19. Jahrhundert
Im Jahre 1488 ging der Ort Donaueschingen durch Kauf in den Besitz der Grafen von Fürstenberg über. Ab 1500 lag der Ort im Schwäbischen Reichskreis. 1653 wählte Ferdinand Friedrich von Fürstenberg Donaueschingen als Residenz. Seit 1716 ist der Ort Hauptsitz der Fürsten von Fürstenberg. 1801 wurde Donaueschingen Sitz eines Obervogteiamtes der Herrschaft Fürstenberg. Im Jahr 1806 kam der Ort zusammen mit dem Fürstentum an das Großherzogtum Baden und wurde ein Jahr später Sitz eines Amtes, das jedoch 1810 wieder aufgelöst wurde. Dafür erhielt Donaueschingen am 27. Januar 1810 das Stadtrecht. 1813 wurde das Amt Donaueschingen wieder errichtet, 1818 erneut aufgelöst und 1849 zum zweiten Mal wieder errichtet und später zum Bezirksamt erhoben.

### 20. Jahrhundert
1908 fiel ein großer Teil der Stadt einem Brand zum Opfer. Durch Luftangriffe im Zweiten Weltkrieg wurde Donaueschingen, das 1939 8901 Einwohner zählte, zu 13 % zerstört.
Aus dem Bezirksamt Donaueschingen war 1939 der Landkreis Donaueschingen hervorgegangen, der bei der Kreisreform 1973 aufgelöst wurde. Die meisten seiner Gemeinden und mit ihm die Kreisstadt Donaueschingen wurden dem neu gebildeten Schwarzwald-Baar-Kreis zugeordnet. Infolge der Eingliederung von sieben Nachbargemeinden in den 1970er-Jahren entwickelte sich Donaueschingen zur zweitgrößten Stadt des Kreises; 1992 überschritt die Einwohnerzahl die 20.000-Grenze. Daraufhin stellte die Stadtverwaltung den Antrag auf Erhebung zur Großen Kreisstadt, was die Landesregierung von Baden-Württemberg dann mit Wirkung vom 1. Juli 1993 beschloss.
Ende April 1945 wurde der Raum Donaueschingen zu einem Brennpunkt letzter Kämpfe am Kriegsende im Südschwarzwald (1945).

### Geschichte der Stadtteile
Auch die Stadtteile Donaueschingens haben eine lange Geschichte. Sie gehörten meist zum Fürstentum Fürstenberg und kamen 1806 an Baden. Zunächst zum Oberamt Hüfingen, 1813 zum Amt Donaueschingen, 1819 wieder zum Amt Hüfingen und seit 1849 erneut zum Amt Donaueschingen, später Bezirksamt Donaueschingen, aus dem 1939 der Landkreis Donaueschingen hervorging. Grüningen kam jedoch erst 1936 zum Bezirksamt Donaueschingen.
- Aasen wurde 973 als Usin erstmals erwähnt. Ab 1094 ist ein örtlicher Adel genannt, von der Burg Aasen ist noch der Burgstall erhalten.
- Allmendshofen wurde 870 als Aleuuigeshouun erstmals erwähnt. Auch hier ist ein Ortsadel genannt, von deren Burg jedoch nichts mehr erhalten ist. Wohl über die Herrschaft Blumberg und von Schellenberg kam der Ort an Fürstenberg.
- Aufen wurde 889 als Uffheim erstmals erwähnt. Es handelt sich wohl um einen Ausbauort von Donaueschingen, der im 14. Jahrhundert in Unteraufen (später Niederaufen), Suntheim und Oberaufen aufgeteilt war. 1488 gelangte der Ort mit Donaueschingen an die Herren von Fürstenberg.
- Grüningen wurde 1109 als Gröningen erstmals erwähnt. Andere Quellen berichten, dass Grüningen im Jahr 805 erstmals in einer Urkunde des Klosters St. Gallen in der heutigen Schweiz erwähnt wurde. Im 13. Jahrhundert gab es einen Ortsadel, doch gelangte der Ort dann an Fürstenberg und mit dem Verkauf von Villingen 1326 an Österreich (Vorderösterreich). 1805 kam Grüningen an Württemberg und wurde 1806 im Tausch an Baden abgegeben. Der Ort gehörte dann zum Obervogteiamt bzw. Bezirksamt Villingen und kam erst 1936 an das Bezirksamt/Landkreis Donaueschingen. Graf Gebhard zu Fürstenberg, Domherr zu Konstanz und Pfarrrektor für Grüningen war leiblicher Bruder von Graf Egon zu Fürstenberg. Diesem adeligen Geistlichen werden die Wandfresken in der Mauritiuskirche in Grüningen aus dem 13. und 14. Jahrhundert zugeschrieben,[5] die heute noch zu besichtigen sind. Auch Spuren des spanischen Erbfolgekrieges sind in Grüningen sichtbar. Zwei Relikte aus dieser Zeit erinnern daran, einmal die Kanonenkugeln am Chorbogen in der Kirche und das Spanische Kreuz, welches die Ermordung eine Edelmannes aus königlichem Geschlecht anzeigt und im Gewann Ochsenberg steht.
- Heidenhofen wurde 759/60 als Heidinhova erstmals erwähnt. Das Kloster St. Gallen hatte Besitzungen. Im 10. Jahrhundert gelangte der Ort an das Kloster Reichenau. 1447 wurde Heidenhofen an die Herrschaft Fürstenberg verkauft.
- Hubertshofen wurde 1440 als Humbrachtzhoven erstmals erwähnt. Anders als die anderen Stadtteile gehörte Hubertshofen zur Nachbargemeinde Bräunlingen und teilte die Geschicke mit dieser Stadt. Bis 1805 blieb der Ort daher österreichisch. Die Fürstenberger erkannten spätestens 1686 die Landeshoheit über den Ort an. 1805 an Württemberg kam Hubertshofen 1806 an Baden und war dann zunächst dem Amt Villingen, ab 1813 dem Amt Hüfingen, 1832 dem Stabsamt und 1840 dem Bezirksamt Villingen zugeordnet, kam dann 1849 zum Bezirksamt Donaueschingen.
- Neudingen wurde 870 als Niginga erstmals erwähnt. Der Ort war wohl Mittelpunkt eines Königsguts in der Baar. 949 wurde der Ort an das Kloster Reichenau verschenkt. Ab 1108 ist eine Adelsfamilie genannt, doch kam der Ort Anfang des 13. Jahrhunderts an Fürstenberg. Von hier aus wurde die Burg Fürstenberg angelegt. Eine Tiefburg wurde 1503 an das Kloster Mariahof verkauft. Der zu Neudingen gehörige Weiler Mariahof wurde 1274 als „Capella dicta super Curiam“ erstmals erwähnt. Wohl im 13. Jahrhundert wurde ein Kloster gegründet. Die Klosterkirche wurde 1274 von der Neudinger Pfarrkirche getrennt. Anschließend wurde das Kloster durch Beginen aus Neudingen besiedelt. Das Nonnenkloster stand unter den Dominikanern aus Rottweil. 1337 wurde das Kloster als Grablege der Fürstenberger gewählt. Während der Reformation wurde das Kloster aufgegeben, 1562 bzw. 1584 jedoch wieder besiedelt und dem Kloster Friedenweiler inkorporiert. 1802 wurde es säkularisiert und 1852 wurde die Kirche durch einen Brand zerstört. Daraufhin errichteten die Fürstenberger dort eine Gruftkirche.
siehe auch Burg Neudingen
- Pfohren wurde 817 als ad Forrun erstmals erwähnt. Anfänglich hatte das Kloster St. Gallen Besitzungen, ab 1086 ist eine Adelsfamilie genannt. Wohl über die Zähringer kam der Ort im 13. Jahrhundert an die Fürstenberger.

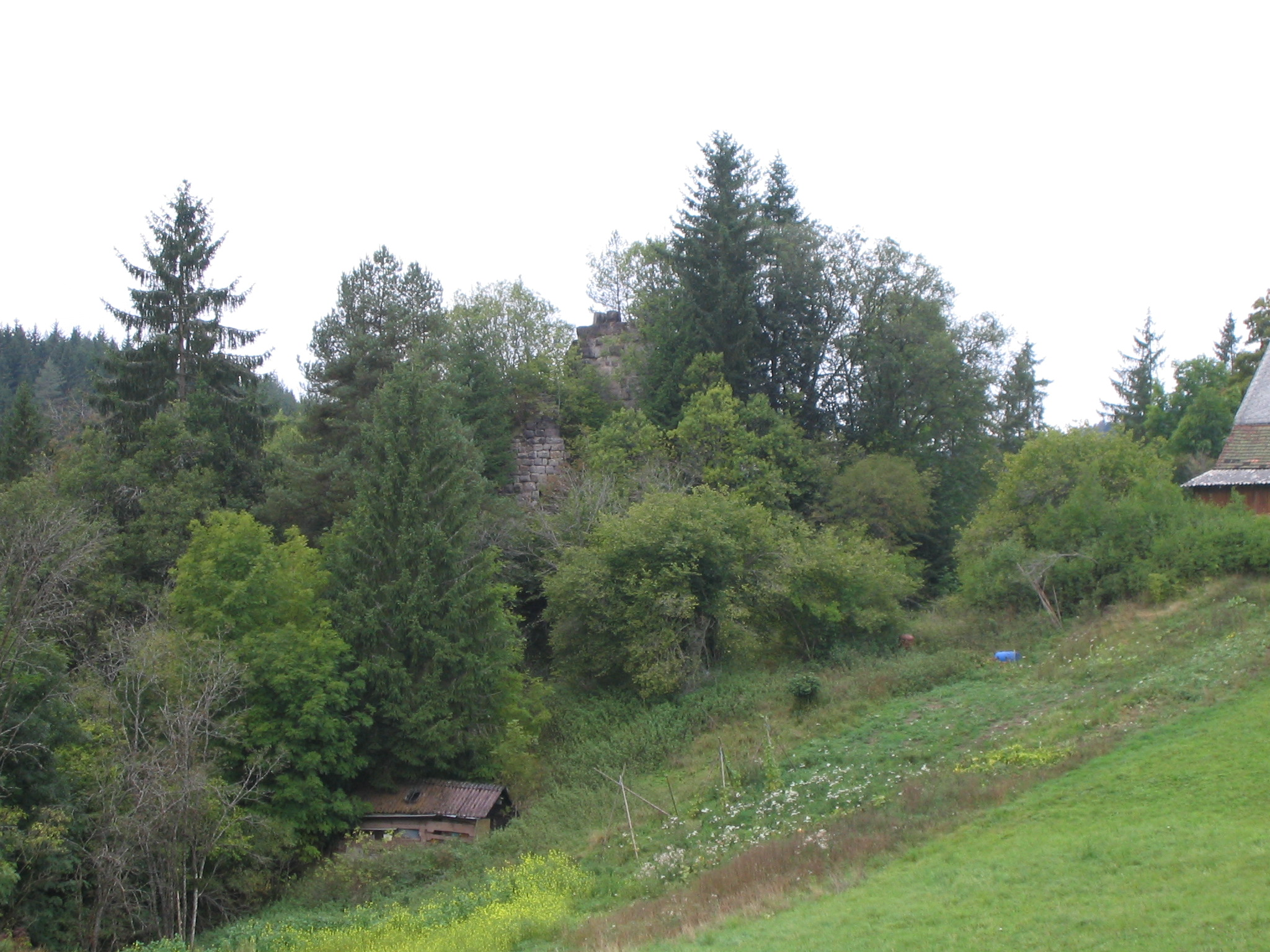
Ruine der Burg Zindelstein

- Wolterdingen wurde 772 als Wuldartingas erstmals erwähnt. Im 10. Jahrhundert wurde der Ort an die Reichenau verschenkt. Um 1102 ist ein Ortsadel genannt. Schon früh war Wolterdingen wohl über die Wartenberger an die Fürstenberger gekommen. Diese gaben den Ort an die Tusser von Lanzenhofen zu Lehen, lösten ihn jedoch vor 1450 wieder ein. Der zu Wolterdingen gehörige Weiler Zindelstein wurde 1225 als „Sindelstein“ erstmals erwähnt. Der kleine Ort kam schon früh an die Fürstenberger, wurde dann aber mehrmals an verschiedene Herrschaften zu Lehen gegeben. 1525 wurde der Ort im Bauernkrieg zerstört. 1533 erwarben die Fürstenberger nur noch Ruinen. Zu jener Zeit waren auch drei Maierhöfe hier genannt. Im 17. Jahrhundert gab es nur noch einen Hof der im Dreißigjährigen Krieg abging. Die Güter wurden dann im 17. Jahrhundert mehrfach verliehen und hieraus entstanden dann die heutigen Ober- und Unterzindelstein.

### Eingemeindungen
In die Stadt Donaueschingen wurden folgende Gemeinden eingegliedert:
- 1933: Allmendshofen
- 1935: Aufen
- 1. Dezember 1971: Wolterdingen[6]

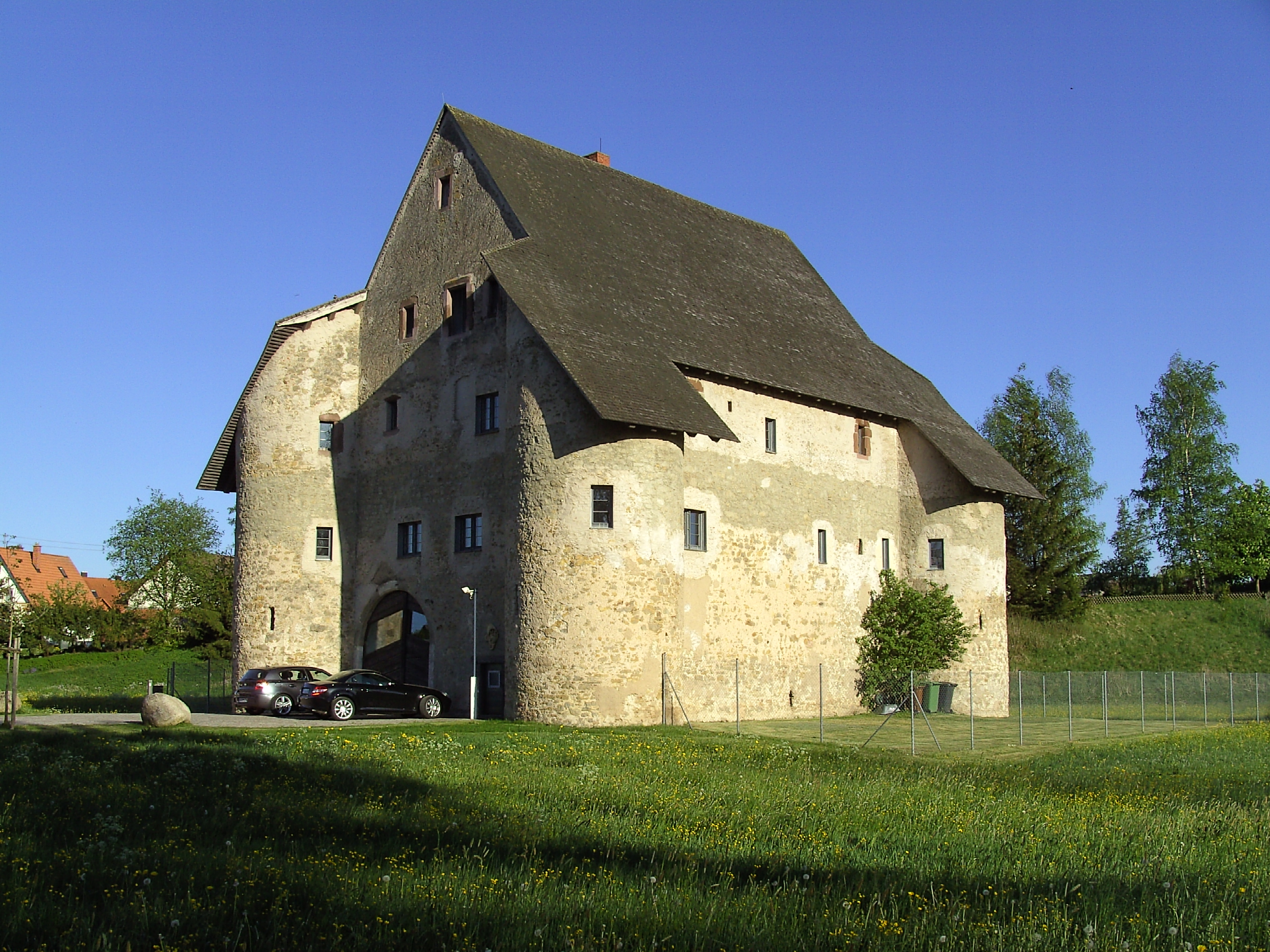
Burg Entenburg im Ortsteil Pfohren

- 1. Januar 1972: Grüningen, Pfohren[6]
- 1. Februar 1972: Aasen[6]
- 1. April 1972: Heidenhofen[6]
- 1. Juli 1972: Hubertshofen[6]
- 1. Januar 1975: Neudingen[7]

### Einwohnerentwicklung
Einwohnerzahlen nach dem jeweiligen Gebietsstand. Die Zahlen sind Volkszählungsergebnisse (¹) oder amtliche Fortschreibungen der jeweiligen Statistischen Ämter (nur Hauptwohnsitze).

Einwohnerentwicklung von Donaueschingen von 1750 bis 2015

| Jahr             | Einwohner |
| ---------------- | --------- |
| 1750             | 1.800     |
| 1812             | 2.032     |
| 1830             | 3.023     |
| 1852             | 3.012     |
| 1855             | 2.758     |
| 1858             | 2.821     |
| 1860             | 2.980     |
| 1. Dez. 1871     | 3.109     |
| 1. Dez. 1880 ¹   | 3.522     |
| 1. Dez. 1900 ¹   | 3.758     |
| 1. Dez. 1910 ¹   | 4.077     |
| 16. Juni 1925 ¹  | 5.002     |
| 16. Juni 1933 ¹  | 6.260     |
| 17. Mai 1939 ¹   | 8.901     |
| 13. Sept. 1950 ¹ | 7.941     |

| Jahr           | Einwohner |
| -------------- | --------- |
| 6. Juni 1961 ¹ | 10.715    |
| 27. Mai 1970 ¹ | 11.648    |
| 31. Dez. 1975  | 17.578    |
| 31. Dez. 1980  | 17.762    |
| 25. Mai 1987 ¹ | 18.196    |
| 31. Dez. 1990  | 19.341    |
| 31. Dez. 1992  | 20.141    |
| 31. Dez. 1995  | 20.716    |
| 31. Dez. 2000  | 21.265    |
| 31. Dez. 2005  | 21.439    |
| 31. Dez. 2010  | 21.128    |
| 31. Dez. 2015  | 21.746    |
| 31. Dez. 2020  | 22.205    |

¹ Volkszählungsergebnis

## Religionen
Donaueschingen gehörte zunächst zum Bistum Konstanz und war dem Archidiakonat „vor der Wald“ zugeordnet. Da die Landesherren, die Fürsten von Fürstenberg die Reformation nicht einführten, blieben Donaueschingen und sein Umland bis ins 19. Jahrhundert überwiegend katholisch. Ebenso Grüningen, das jedoch 1326 an Vorderösterreich kam und 1805 über Württemberg 1806 an Baden kam. Seit 1821 bzw. 1827 gehören die katholischen Gemeinden im heutigen Stadtgebiet zum Erzbistum Freiburg und waren zunächst dem Landkapitel Villingen zugeordnet. Seit 1933 war Donaueschingen Sitz eines Landkapitels. Das Dekanat Donaueschingen wurde 1977 errichtet. Zu ihm gehören alle heutigen katholischen Pfarreien im Stadtgebiet. Sie sind seit 2016 zu einer Seelsorgeeinheiten zusammengeschlossen. Die Seelsorgeeinheit Donaueschingen umfasst die beiden Pfarreien St. Johann (Kirche von 1724/47 mit Filialkirche St. Jakobus Allmendshofen, erbaut 1721 (mit älterem Chor)) und St. Marien (Kirche von 1927/28 mit Filialkirche St. Vitus Aufen, erbaut 1756), sowie die Gemeinden St. Kilian Wolterdingen (Kirche 1903 im neugotischen Stil erbaut), St. Mauritius Grüningen (Kirche aus dem 14. Jahrhundert und Turm aus dem 16. Jahrhundert), St. Sebastian Hubertshofen (Kirche aus dem 17./18. Jahrhundert mit Erweiterung von 1885) (alle drei eingegliedert im Jahr 2015), St. Johannes d. T. Pfohren (Kirche von 1767 neu errichtet), St. Blasius Aasen (Kirche aus dem Jahr um 1100, 1725/26 barock erweitert), St. Hilarius Heidenhofen (Kirche aus dem 15. Jahrhundert) und St. Andreas Neudingen (Kirche aus dem späten 18. Jahrhundert mit St.-Anna-Kapelle).

Katholische Kirche St. Johann in Donaueschingen
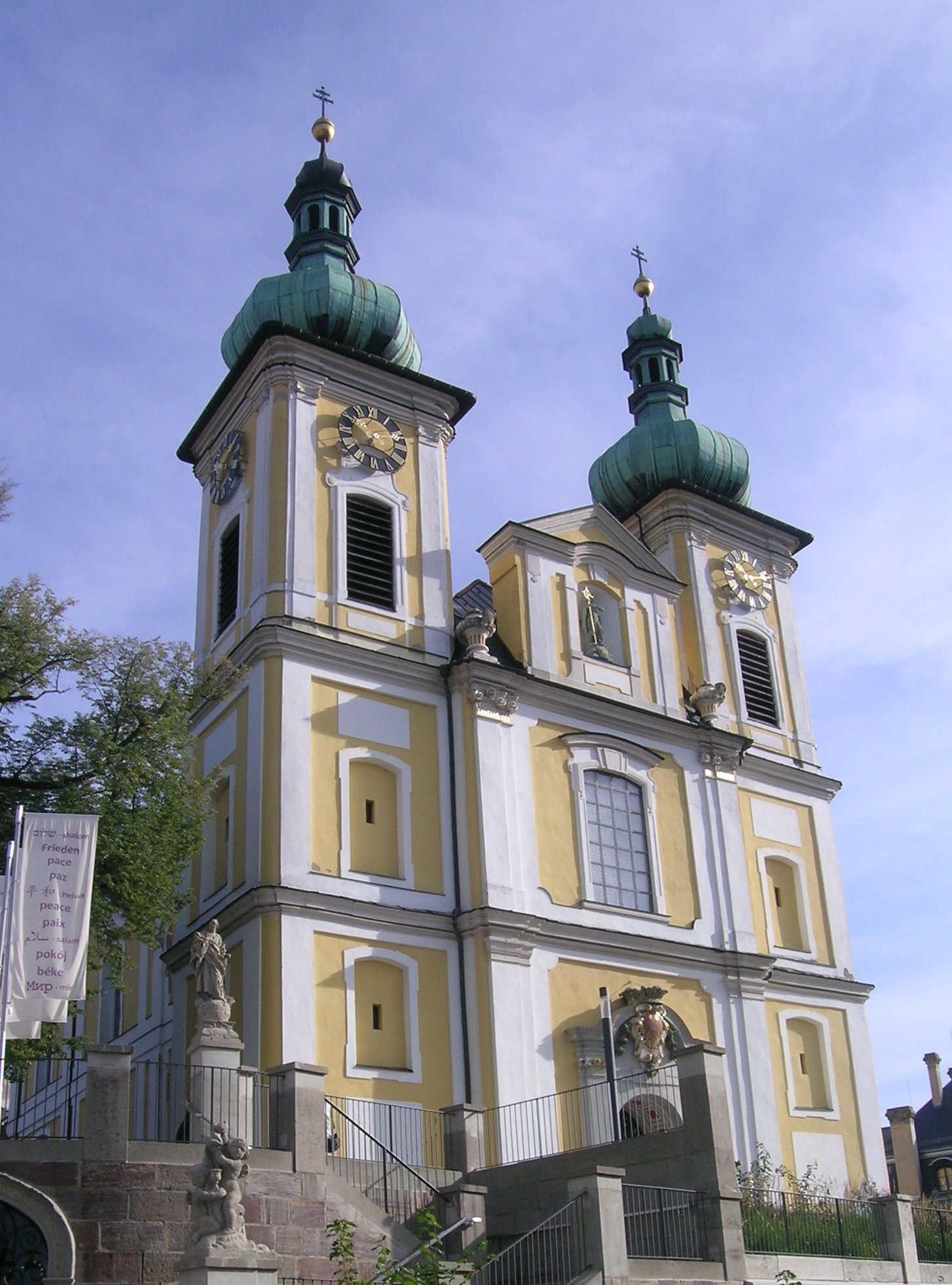
Doppelturmfassade
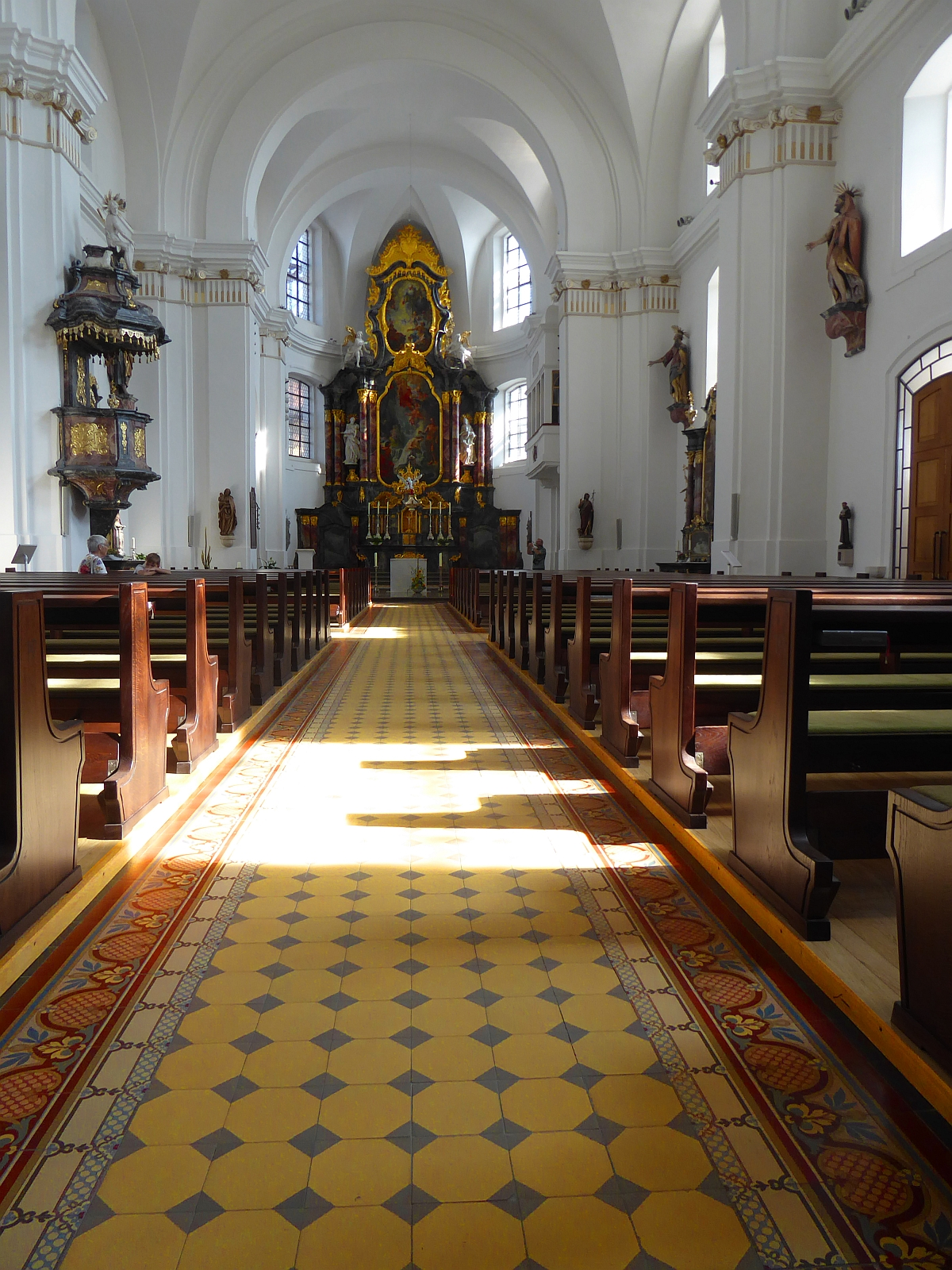
Innenansicht
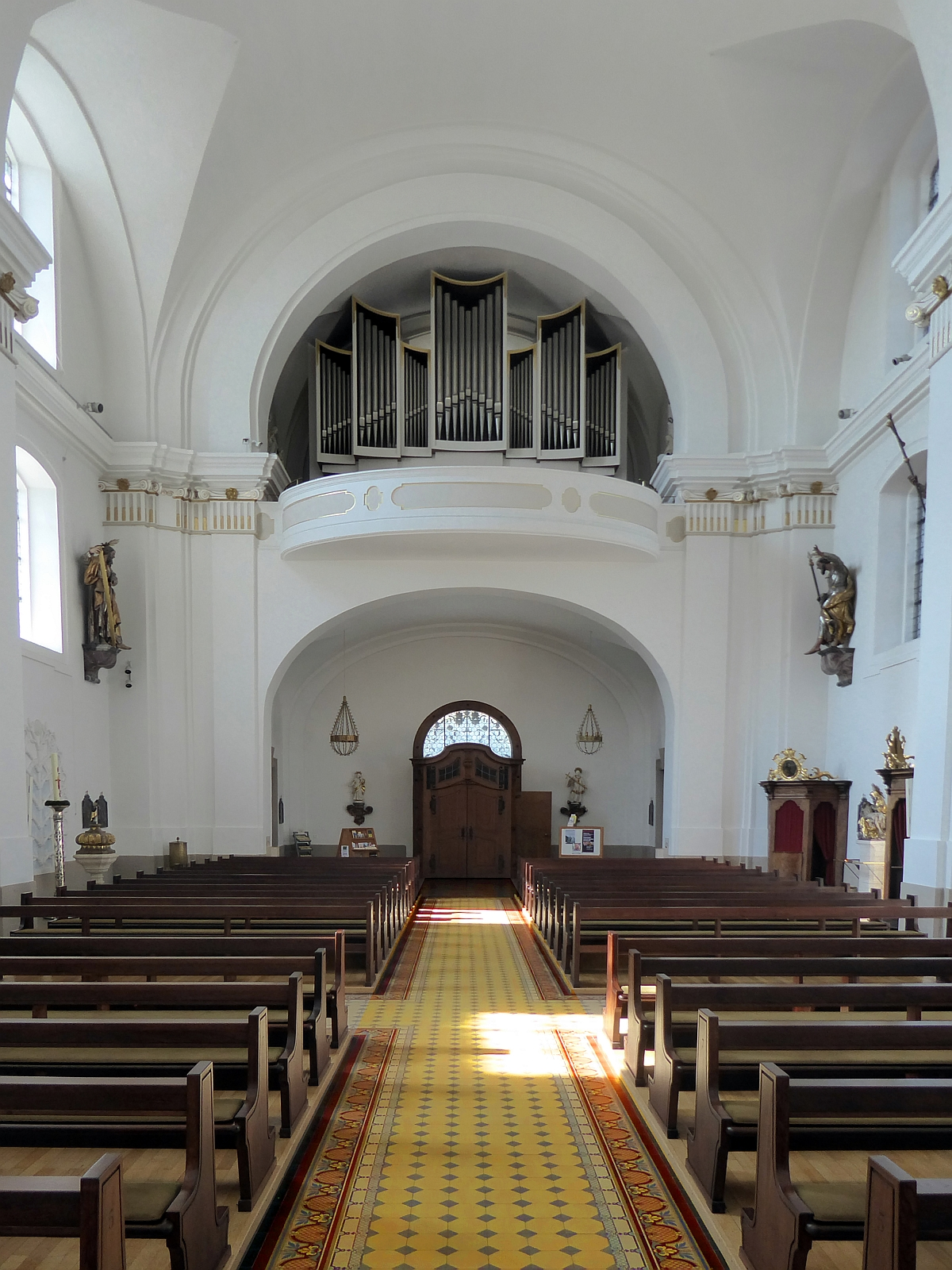
Blick zur Orgel
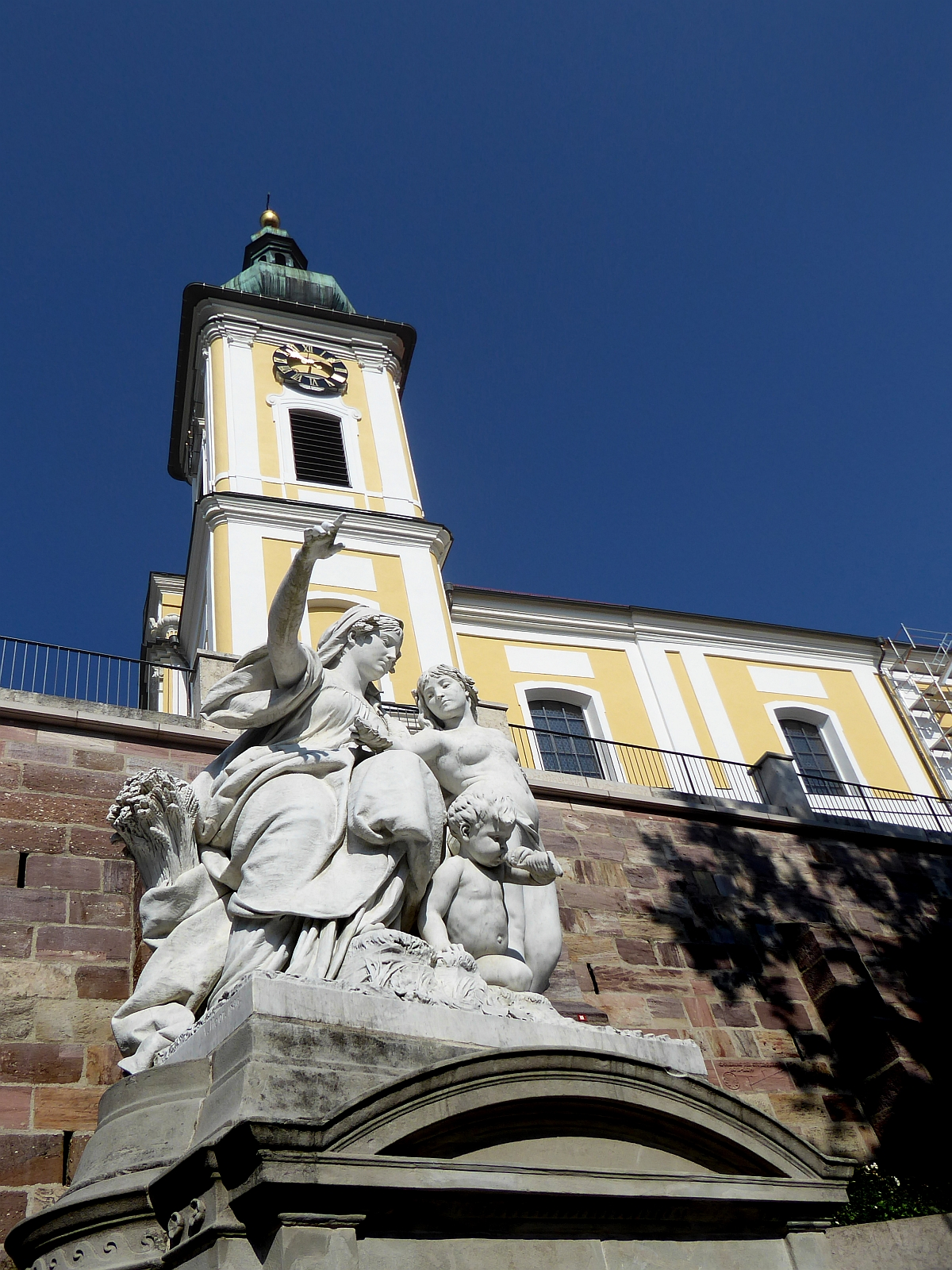
Skulptur „Mutter Baar“ vor St. Johann

Weitere katholische Kirchen in Donaueschingen
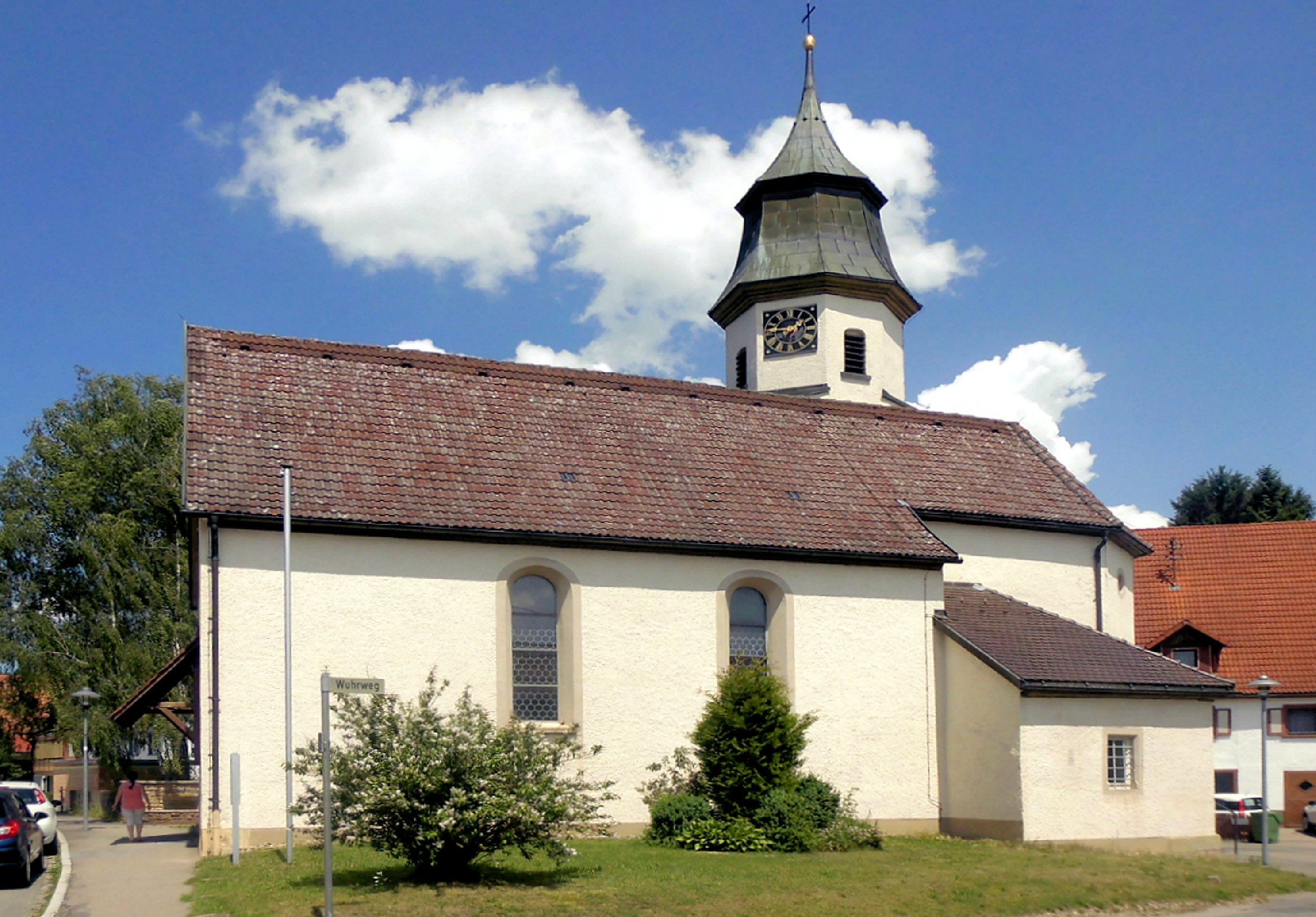
Kirche St. Jakobus in Allmendshofen
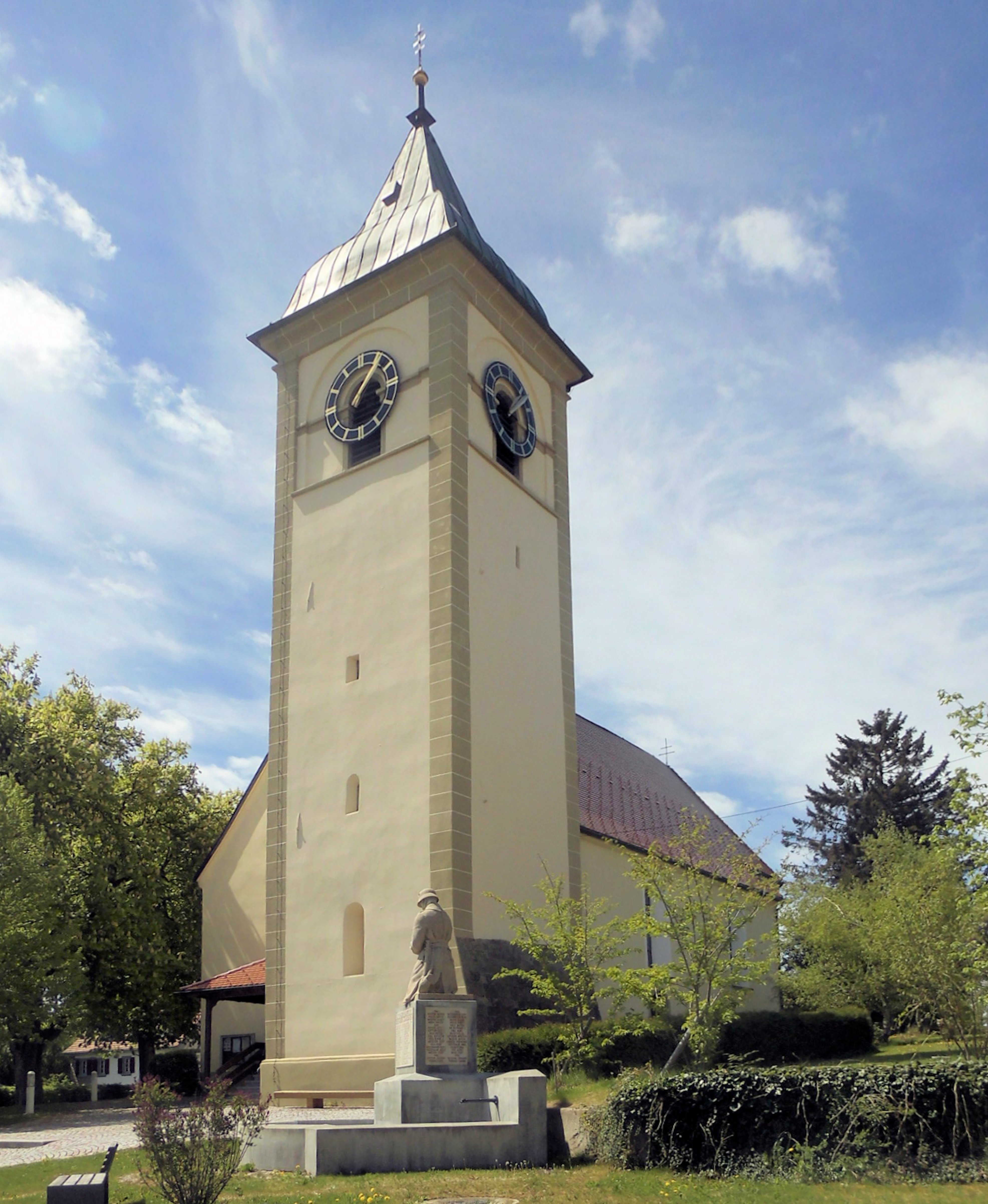
Kirche St. Blasius in Aasen
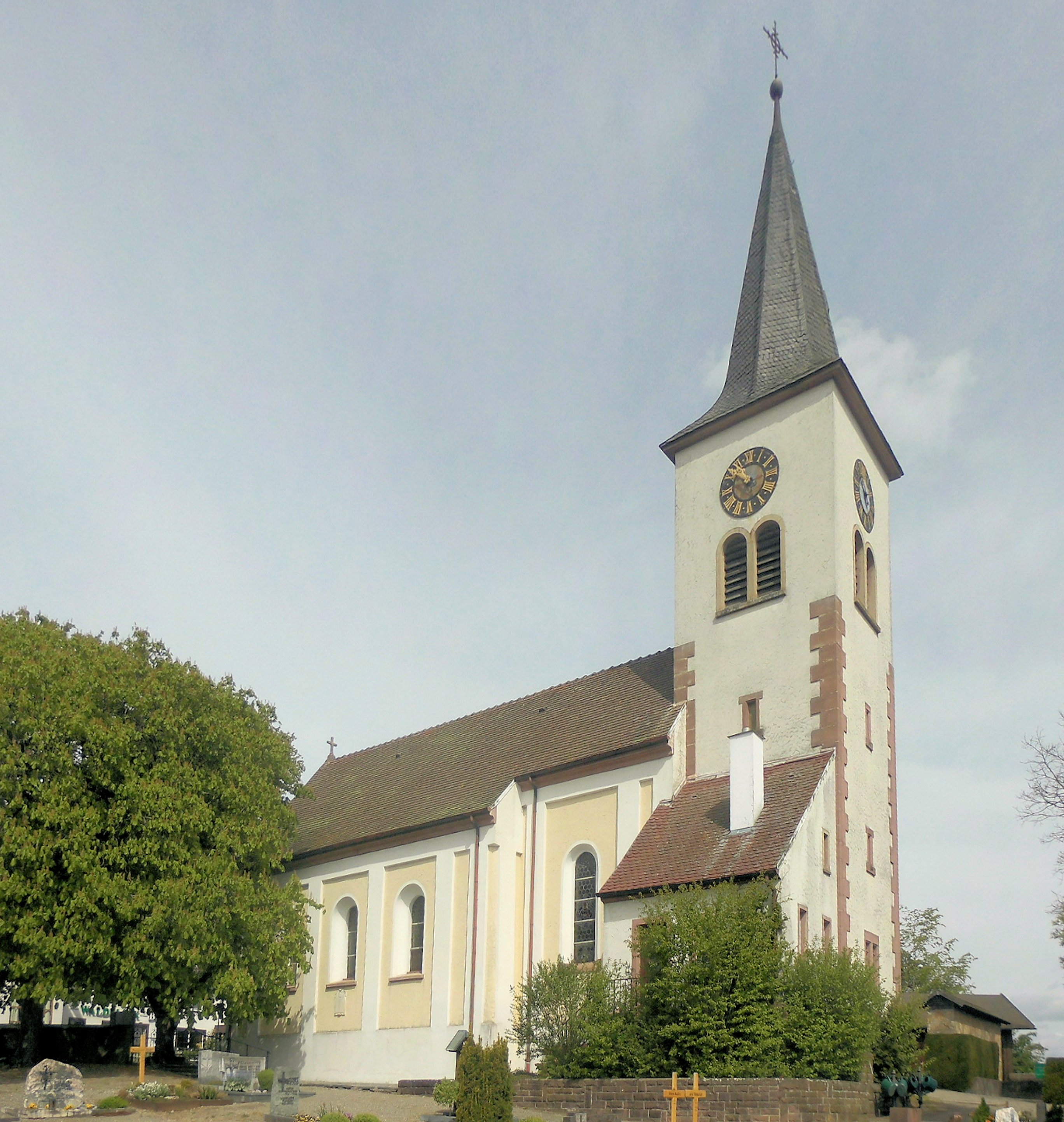
Kirche St. Vitus in Aufen
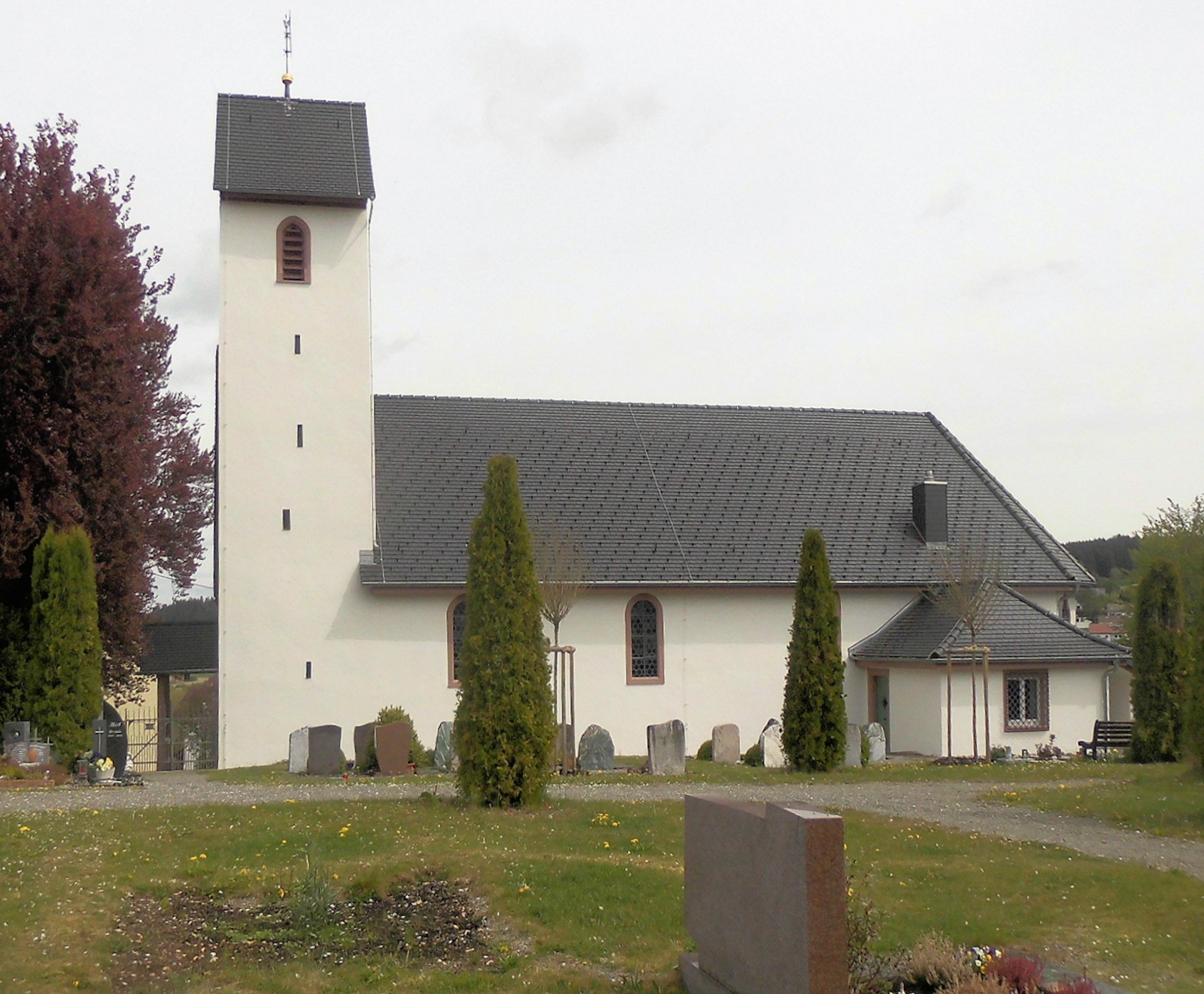
Kirche St. Mauritius in Grüningen

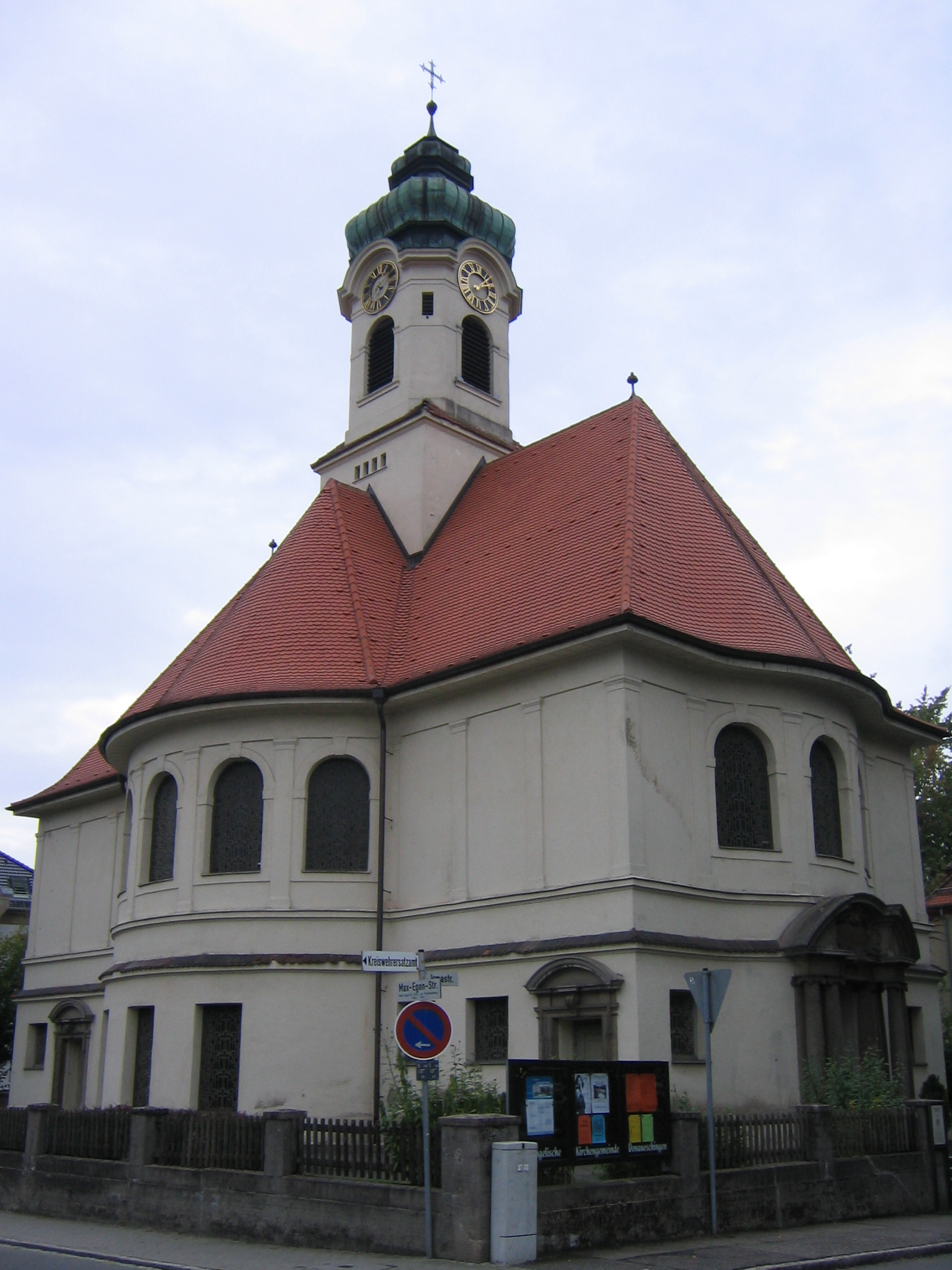
Evangelische Christuskirche

Die St.-Marien-Kirche in Donaueschingen wurde unter dem damaligen Stadtpfarrer Heinrich Karl Joseph Feuerstein errichtet. Bis zu seiner Verhaftung im Dritten Reich durch die Gestapo im Jahr 1942 war er Stadtpfarrer von Donaueschingen. Er wurde verhaftet, da er mehrmals an Sonntagspredigten von der Kanzel in der St.-Johann-Kirche gegen die Ermordung von Behinderten und psychisch Kranken Menschen sprach.
Im 19. Jahrhundert zogen auch wieder Angehörige der Evangelischen Kirche nach Donaueschingen. 1875 wurde die evangelische Kirchengemeinde gegründet. Die 1876 errichtete eigene Kirche wurde wegen Baufälligkeit 1912/1913 durch einen neobarocken Neubau ersetzt. Dieser wurde im Zweiten Weltkrieg schwer beschädigt und 1949 wieder aufgebaut, seitdem trägt er den Namen Christuskirche. Zur Evangelischen Kirchengemeinde Donaueschingen gehören heute auch die Evangelisch-Gläubigen der Stadtteile Aasen, Grüningen, Hubertshofen, Neudingen, Pfohren und Wolterdingen. Die Evangelischen des Stadtteils Heidenhofen und des zu Pfohren gehörigen Weilers Immenhöfe gehören zur Nachbarkirchengemeinde Oberbaldingen und Biesingen (Stadt Bad Dürrheim). Alle genannten Kirchengemeinden gehören zum Dekanat Villingen der Evangelischen Landeskirche in Baden.
Neben den beiden großen Kirchen gibt es auch Gemeinden, die zu evangelikalen Freikirchen gehören, darunter eine Freie evangelische Gemeinde.
Auch die Zeugen Jehovas sind in Donaueschingen mit einem Königreichssaal vertreten.

## Politik

### Gemeinderat
Der Gemeinderat besteht aus den gewählten ehrenamtlichen Gemeinderäten und dem Bürgermeister als Vorsitzendem. Der Bürgermeister ist im Gemeinderat stimmberechtigt. In Donaueschingen wird der Gemeinderat nach dem Verfahren der unechten Teilortswahl gewählt. Dabei kann sich die Zahl der Gemeinderäte durch Überhangmandate verändern. Der Gemeinderat in Donaueschingen hat nach der letzten Wahl 39 Mitglieder (2019: 34). Die Kommunalwahl am 9. Juni 2024 führte zu folgendem vorläufigen Endergebnis (mit Vergleichszahlen früherer Wahlen):
| Parteien und Wählergemeinschaften | Parteien und Wählergemeinschaften           | % 2024 | Sitze 2024 |        | % 2019 | Sitze 2019 | % 2014 | Sitze 2014 | Kommunalwahl 2024 %403020100 33,121,518,514,712,3 CDUFDP/FWGUBGrüneSPDGewinne und Verlusteim Vergleich zu 2019 %p 6 4 2 0 −2 −4+4,2−2,9+3,9−2,7−2,3CDUFDP/FWGUBGrüneSPD |
| CDU                               | Christlich Demokratische Union Deutschlands | 33,1   | 13         | 28,9   | 10     | 36,8       | 13     |            | Kommunalwahl 2024 %403020100 33,121,518,514,712,3 CDUFDP/FWGUBGrüneSPDGewinne und Verlusteim Vergleich zu 2019 %p 6 4 2 0 −2 −4+4,2−2,9+3,9−2,7−2,3CDUFDP/FWGUBGrüneSPD |
| SPD                               | Sozialdemokratische Partei Deutschlands     | 12,3   | 5          | 14,6   | 5      | 16,4       | 6      |            | Kommunalwahl 2024 %403020100 33,121,518,514,712,3 CDUFDP/FWGUBGrüneSPDGewinne und Verlusteim Vergleich zu 2019 %p 6 4 2 0 −2 −4+4,2−2,9+3,9−2,7−2,3CDUFDP/FWGUBGrüneSPD |
| FDP/FW                            | FDP/Freie Wähler                            | 21,5   | 8          | 24,4   | 8      | 17,6       | 6      |            | Kommunalwahl 2024 %403020100 33,121,518,514,712,3 CDUFDP/FWGUBGrüneSPDGewinne und Verlusteim Vergleich zu 2019 %p 6 4 2 0 −2 −4+4,2−2,9+3,9−2,7−2,3CDUFDP/FWGUBGrüneSPD |
| GRÜNE                             | BÜNDNIS 90/DIE GRÜNEN                       | 14,7   | 6          | 17,5   | 6      | 14,6       | 5      |            | Kommunalwahl 2024 %403020100 33,121,518,514,712,3 CDUFDP/FWGUBGrüneSPDGewinne und Verlusteim Vergleich zu 2019 %p 6 4 2 0 −2 −4+4,2−2,9+3,9−2,7−2,3CDUFDP/FWGUBGrüneSPD |
| GUB                               | Gemeinschaft unabhängiger Bürger e.V        | 18,5   | 7          | 14,6   | 5      | 14,6       | 5      |            | Kommunalwahl 2024 %403020100 33,121,518,514,712,3 CDUFDP/FWGUBGrüneSPDGewinne und Verlusteim Vergleich zu 2019 %p 6 4 2 0 −2 −4+4,2−2,9+3,9−2,7−2,3CDUFDP/FWGUBGrüneSPD |
| Gesamt                            | Gesamt                                      | 100    | 34         | 100    | 34     | 100        | 35     |            | Kommunalwahl 2024 %403020100 33,121,518,514,712,3 CDUFDP/FWGUBGrüneSPDGewinne und Verlusteim Vergleich zu 2019 %p 6 4 2 0 −2 −4+4,2−2,9+3,9−2,7−2,3CDUFDP/FWGUBGrüneSPD |
| Wahlbeteiligung                   | Wahlbeteiligung                             | 55,4 % | 55,4 %     | 55,9 % | 55,9 % | 47,6 %     | 47,6 % |            | Kommunalwahl 2024 %403020100 33,121,518,514,712,3 CDUFDP/FWGUBGrüneSPDGewinne und Verlusteim Vergleich zu 2019 %p 6 4 2 0 −2 −4+4,2−2,9+3,9−2,7−2,3CDUFDP/FWGUBGrüneSPD |

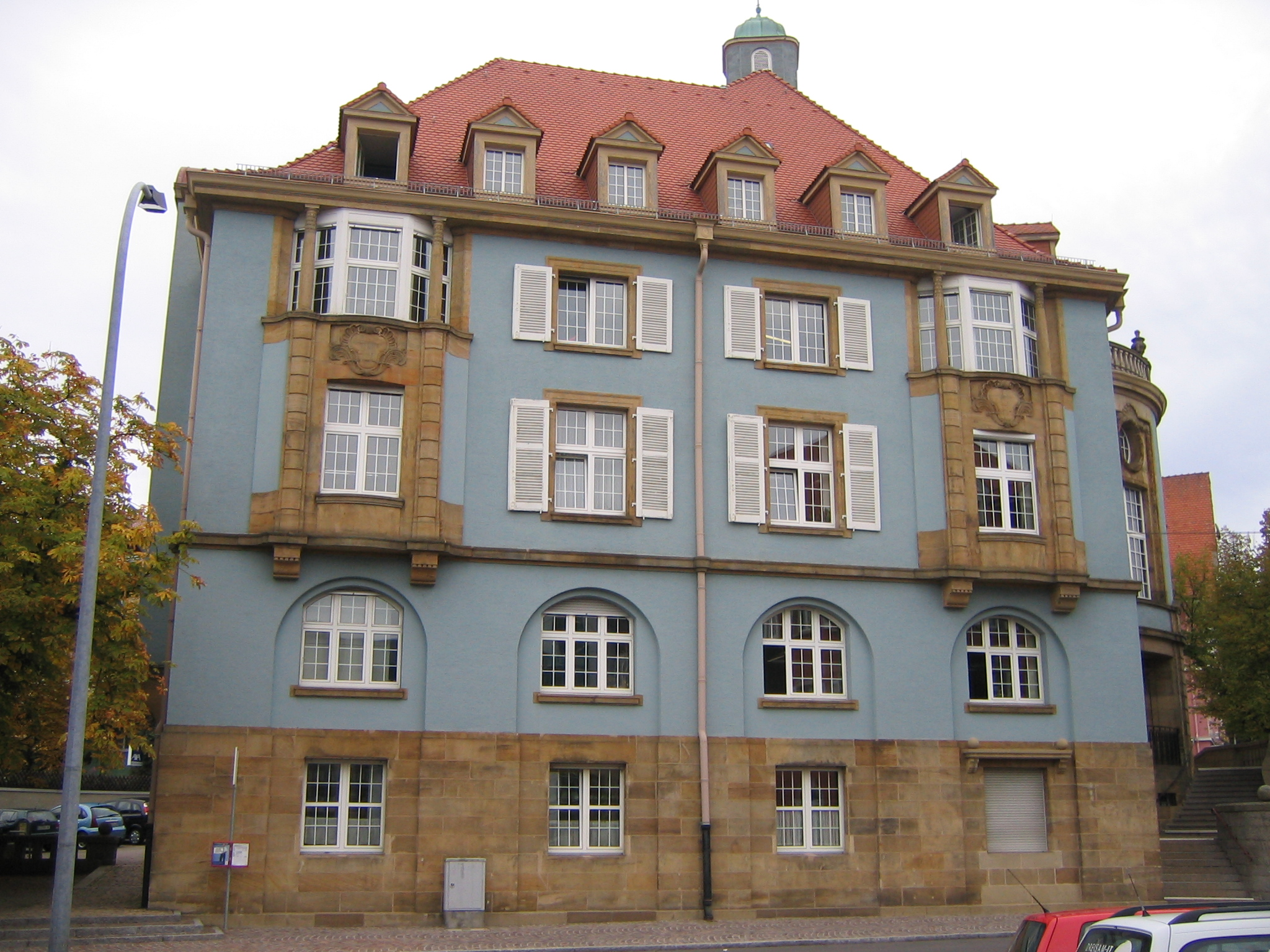
Donaueschinger Rathaus (Einweihung 1911)
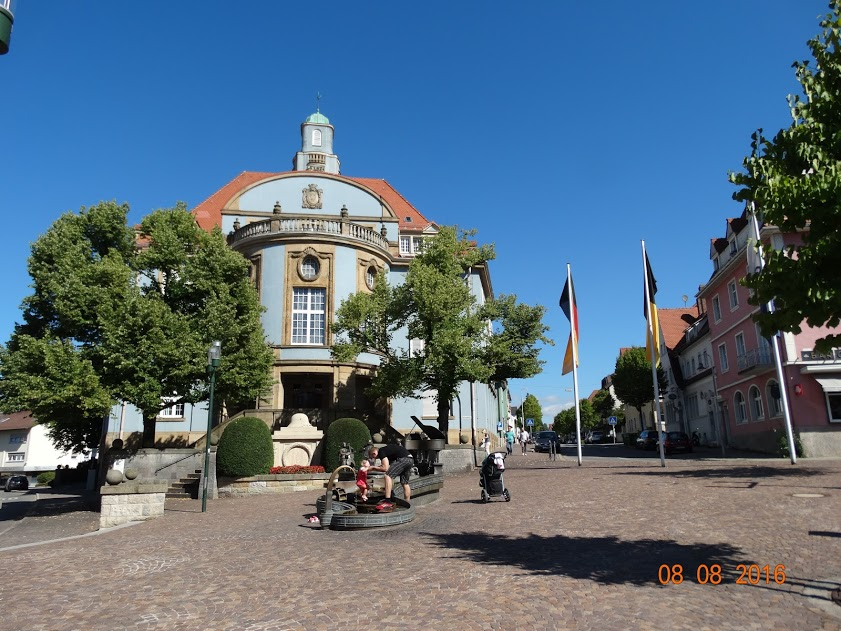
Rathaus und Musikantenbrunnen

### Bürgermeister / Oberbürgermeister
An der Spitze der Gemeinde Donaueschingen stand seit dem 13. Jahrhundert ein Ortsvogt sowie ein Bürgermeister und das Gericht (Gemeinderat). Ab 1807 gab es ein Bürgermeister und acht, später neun Gemeinderäte. Ab 1821 gab es ferner einen Bürgerausschuss. Sowohl Gemeinderat und Bürgerausschuss wurden für vier Jahre gewählt. Ab 1935 gab es einen Bürgermeister und zwei ehrenamtliche Beigeordnete.
Seit der Erhebung zur Großen Kreisstadt 1992 trägt das Stadtoberhaupt die Amtsbezeichnung „Oberbürgermeister“. Dieser wird heute von den Wahlberechtigten für eine Amtszeit von acht Jahren direkt gewählt. Er ist Vorsitzender des Gemeinderats. Sein allgemeiner Stellvertreter ist der 1. Beigeordnete mit der Amtsbezeichnung „Bürgermeister“.
Bürgermeister von Donaueschingen seit 1800
| - 1800–1811: Johann Hirt - 1811–1817: Johann Engesser - 1817–1820: Johann Georg Seyfried - 1820–1826: Josef Heinemann - 1826–1828: von Würthenau - 1828–1833: Johann Georg Seyfried - 1833–1838: Josef Heinemann - 1840–1848: Johann Raus - 1848: Albert Willibald - 1849: Johann Raus - 1849–1852: Nikolaus Gall - 1852–1854: Ludwig Kirsner | - 1854–1866: Karl Gleichauf - 1866–1885: Heinrich Ganter - 1885–1909: Hermann Fischer - 1909–1919: Friedrich Schön - 1919–1934: Friedrich Fischer - 1934–1945: Eberhard Sedelmeyer - 1945–1953: Leopold Messmer - 1953–1973: Robert Schrempp - 1973–2004: Bernhard Everke (CDU) - 2004–2013: Thorsten Frei (CDU) - seit 2014: Erik Pauly (CDU) |

### Verwaltungsverband
Die Stadt ist Sitz des Gemeindeverwaltungsverbands Donaueschingen, dem die Städte Bräunlingen, Donaueschingen und Hüfingen angehören.

### Wappen und Flagge

#### Wappen
| Wappen der Stadt Donaueschingen | Blasonierung: „In vom Silber (Weiß) und Blau geteilten Schild ein sechsspeichiges Rad in verwechselten Farben.“ |
| Wappen der Stadt Donaueschingen | Wappenbegründung: Ab 1790 ist ein Fleckensiegel nachzuweisen, das in einem ovalen Schild einen Sester, das auch auf alten Grenzsteinen begegnende Ortszeichen, zeigt. In das Wappen des ersten Stadtsiegels (nach 1811) wurde der fürstenbergische Adler mit dem Sester in den Fängen aufgenommen. Spätere Siegel bringen eine Kombination des badischen Staatswappens von 1807 mit dem Sester oder einen (fürstenbergischen) Adler, der dieses Wappen als Brustschild trägt. Mitte des 19. Jahrhunderts begegnet der Sester im von Silber und Blau geteilten Schild. Die Tingierung des Wappens wechselte. Am 15. November 1895 wurde auf Vorschlag des Generallandesarchivs das noch heute gültige Wappen angenommen: Eine Minderung des Wappens der Herren von Eschingen (in Blau drei goldene Räder) in der Tingierung des fürstenbergischen Wolkenbords. |

Wappen der Ortsteile

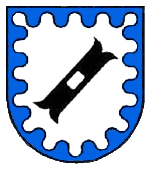
Aasen
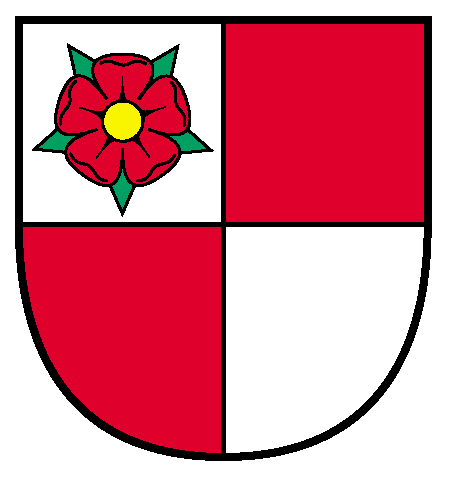
Allmendshofen
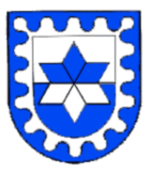
Aufen
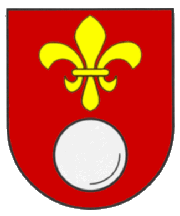
Grüningen
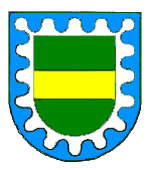
Heidenhofen
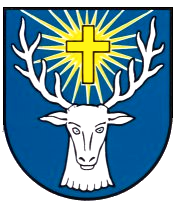
Hubertshofen
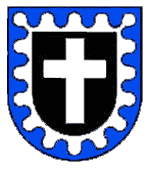
Neudingen
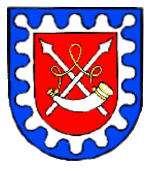
Pfohren
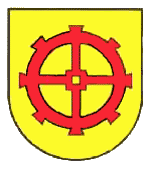
Wolterdingen
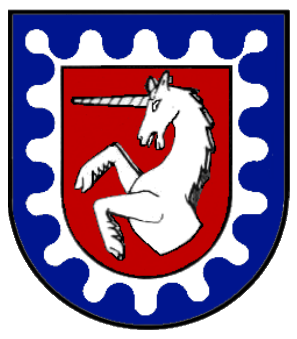
Zindelstein

#### Flagge
Die Flagge Donaueschingens ist weiß-blau.

### Städtepartnerschaften
Die Stadt Donaueschingen pflegt seit 1964 eine Städtepartnerschaft mit der unterelsässischen Stadt Saverne.
Seit 1993 bestehen partnerschaftliche Beziehungen zur ungarischen Stadt Vác.
Eine weitere Partnerschaft besteht seit 1995 zur japanischen Stadt Kaminoyama. Diese Verbindung geht auf einen Besuch von Mokichi Saito, einem der berühmtesten japanischen Dichter des 20. Jahrhunderts und geboren in Kaminoyama, im Jahr 1924 zurück. Der Aufenthalt an der Donauquelle und in der Stadt inspirierten ihn zu mehreren Gedichten und einem Essay, durch welche die Stadt Donaueschingen in Japan bekannt wurde und die Anstoß zur Verbindung der beiden Städte gaben. Wesentliche Elemente der Partnerschaft sind im jährlichen Wechsel stattfindende Schüleraustausche sowie die von der Deutsch-Japanischen Gesellschaft durchgeführten kulturellen Veranstaltungen.

## Kultur und Sehenswürdigkeiten

### Neue Musik
Bereits Thomas Mann verewigte Donaueschingen in seinem Roman Doktor Faustus (1947) als Zentrum Neuer Musik literarisch. Donaueschingen ist seit den 1920er-Jahren ein wichtiger Ort europäischer Musikgeschichte. Unter der Schirmherrschaft des Fürsten von Fürstenberg fanden hier erstmals 1921 die Festtage Neuer Tonkunst unter dem Titel „Donaueschinger Kammermusik-Aufführungen zur Förderung zeitgenössischer Tonkunst“ statt, auf denen zahlreiche Vertreter der europäischen Avantgarde ihre Werke vorstellten.

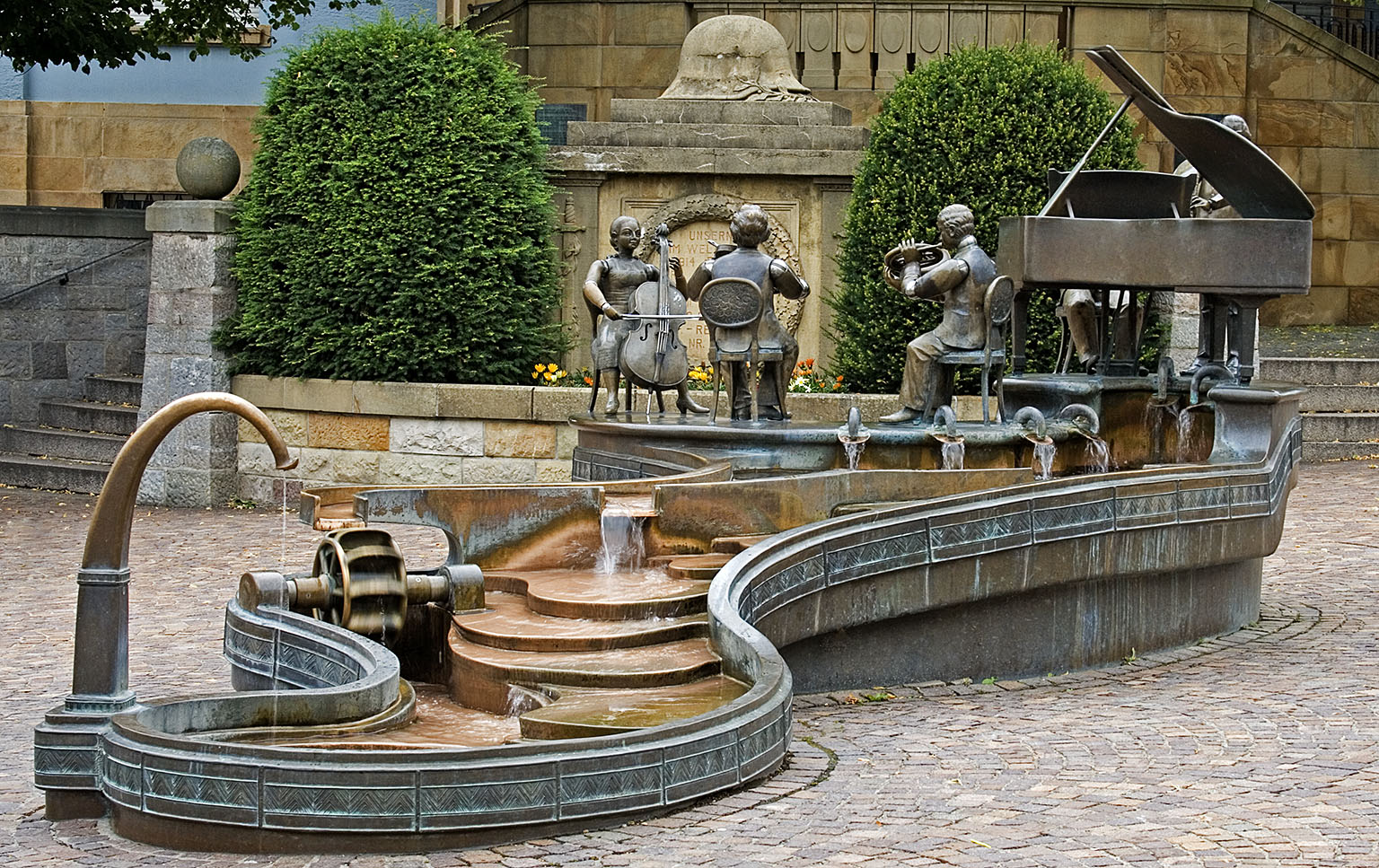
Musikantenbrunnen, von Bildhauer Bonifatius Stirnberg

### Musikantenbrunnen
Der Musikantenbrunnen ist ein Kunstwerk im öffentlichen Raum, dessen Errichtung die Stadt Donaueschingen anlässlich des 1100-jährigen Stadtjubliäums in Auftrag gab. Der Brunnen wurde 1989 auf dem Rathausplatz errichtet und stammt vom Aachener Künstler Bonifatius Stirnberg. Der Fotograf Rolf Wetzel erstellte anhand von tausenden Fotos einen animierten Film des Brunnens.

### Museen
- Fürstlich Fürstenbergische Sammlungen
- Fürstlich Fürstenbergisches Schloss
- Zunft-Museum der Narrenzunft Frohsinn
- Museum Art.Plus (seit 2009, bis 2015 Museum Biedermann), Museum für zeitgenössische Kunst im ehemaligen Kino.
- Kinder- und Jugendmuseum Donaueschingen

### Bauwerke

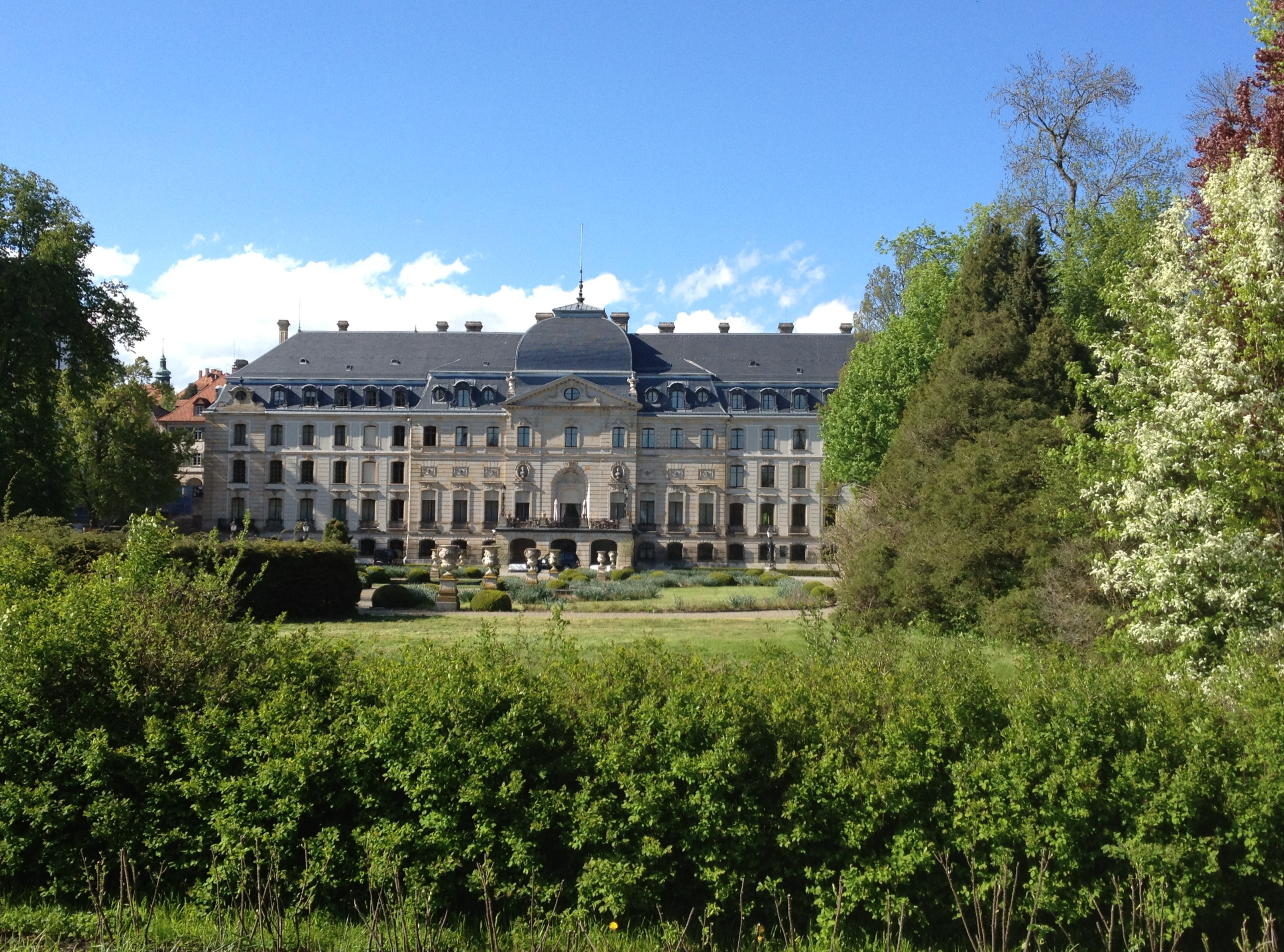
Schloss Donaueschingen

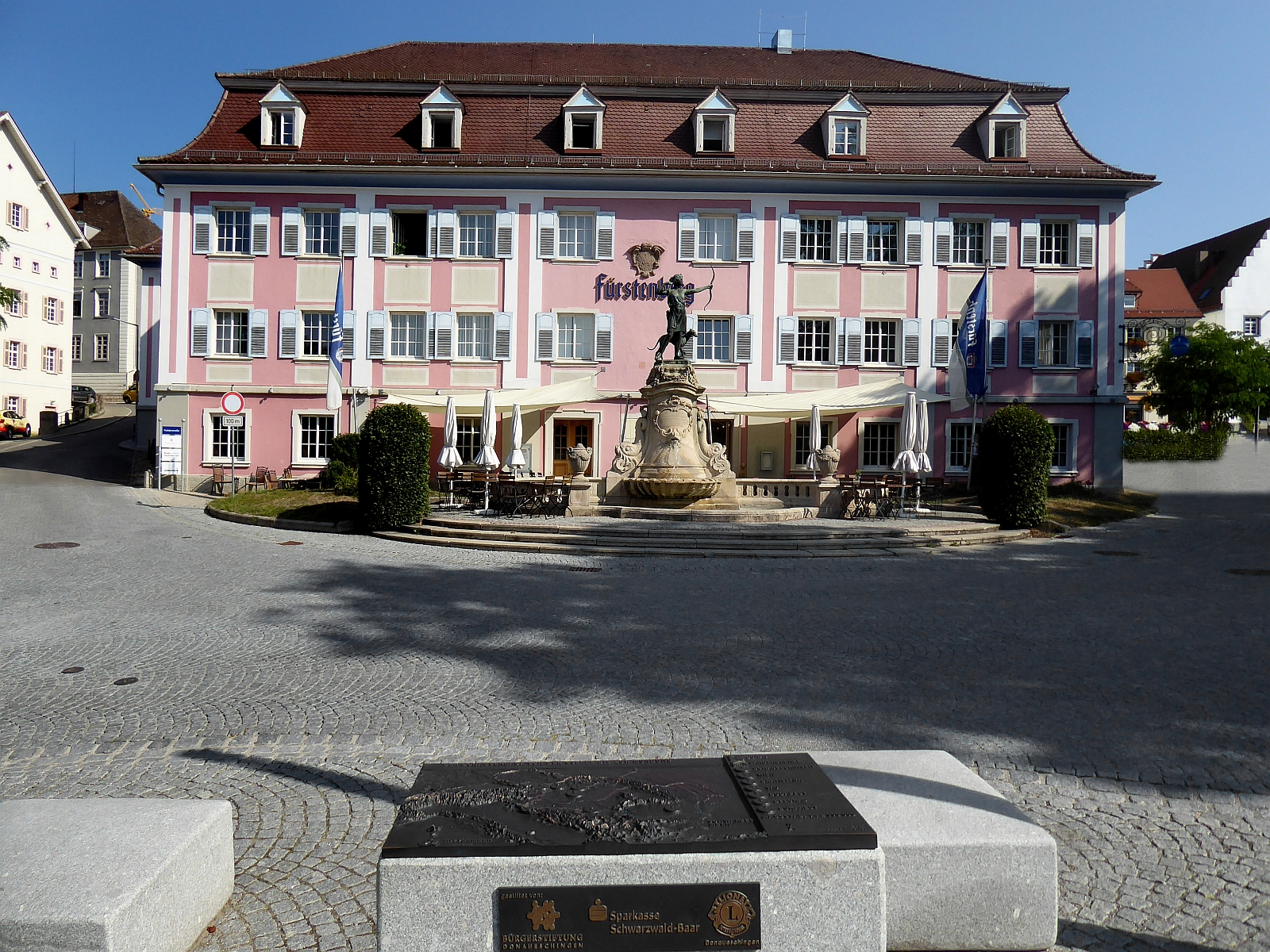
Fürstenberg Bräustüble

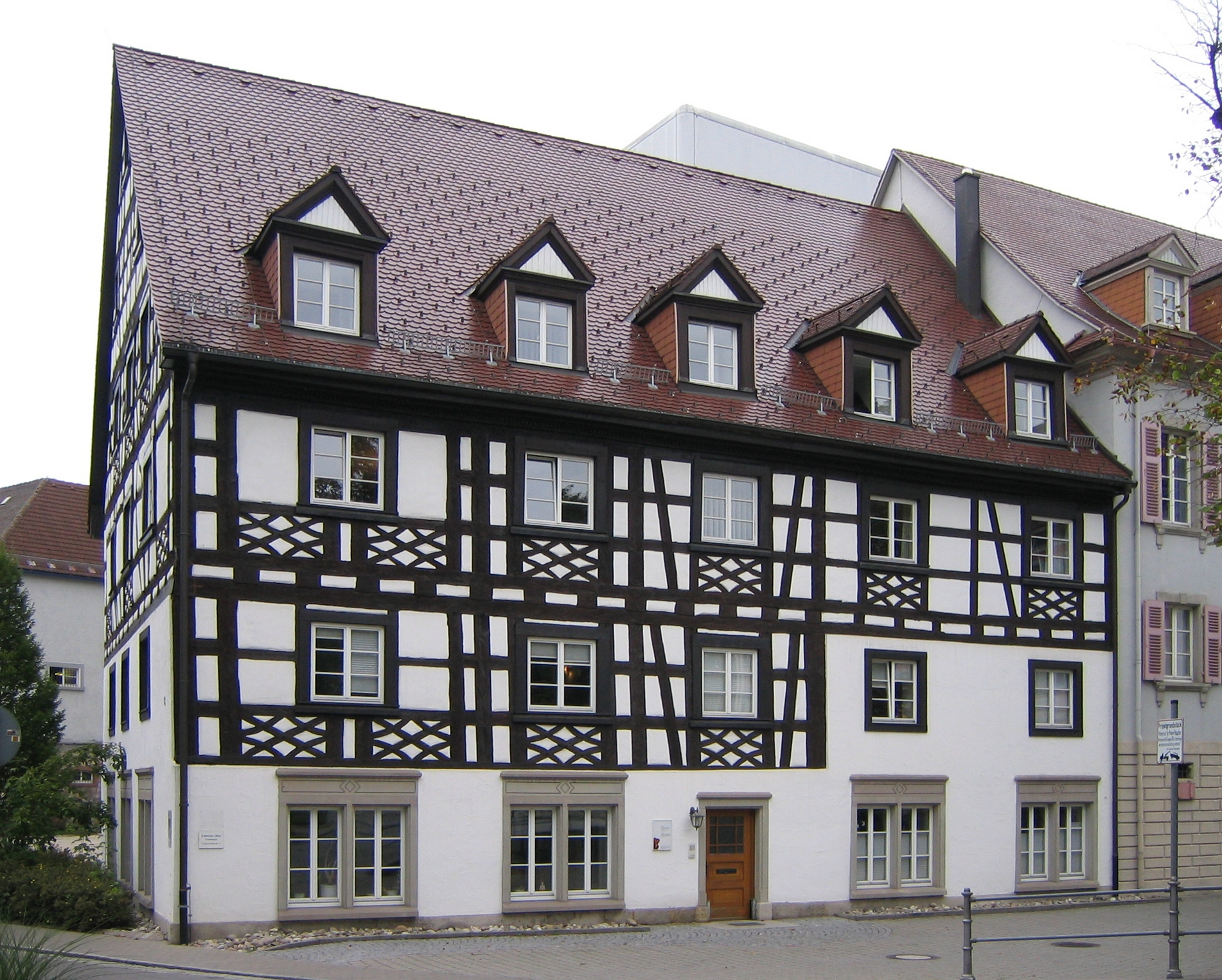
„Falkenpost“

- Das Schloss Donaueschingen und die dazugehörige Parkanlage sind die Hauptsehenswürdigkeiten der Stadt. Das Schloss wurde 1723 als langgestreckter Zweckbau errichtet. 1893/96 wurde es im Stil des Neobarock umgestaltet und mit einer Kuppel versehen. Der zugehörige Marstall wurde 1850 von Theodor Dibold errichtet. Ein weiteres Gebäude des Schlosskomplexes ist die 1732 bis 1735 als Regierungsgebäude errichtete Hofbibliothek und das Archiv. Im 1869 errichteten Karlsbau sind heute die Fürstlich Fürstenbergischen Sammlungen untergebracht.
- Im 1763 bis 1819 als Landschaftsgarten angelegten Schlosspark befindet sich die gefasste „Donauquelle“ mit einer Figurengruppe von Adolf Heer. Diese zeigt die „Mutter Baar“ die ihrer Tochter, der „jungen Donau“ den Weg weist.
- Das wahrscheinlich zwischen 1803 und 1827 entstandene Belvedere auf dem „Schützenberg“ im Stadtteil Allmendshofen wurde für 128.000 Euro restauriert und am 8. Juni 2008 wieder eingeweiht.[16] Es wurde von der Denkmalstiftung Baden-Württemberg zum „Denkmal des Monats August/September 2008“ ernannt.
- Die katholische Pfarrkirche St. Johann Baptist wurde 1724 bis 1747 im böhmischen Barockstil erbaut. Die beiden Türme prägen das Stadtbild Donaueschingens und gelten als Wahrzeichen der Stadt.
- Die katholische Kirche St. Marien wurde 1927/28 erbaut. Die evangelische Christuskirche stammt aus dem Jahr 1912 und wurde nach Kriegsschäden 1949 wiederhergestellt.
- In den meisten Stadtteilen gibt es alte katholische Kirchen (siehe hierzu #Religionen).
- Die Gründerzeit-Akademie (Villinger Straße 33) ist ein denkmalgeschütztes Wohnbauobjekt in Donaueschingen. Das Gebäude wurde in den Jahren 1921/22 erbaut und beheimatet ab Oktober 1923 das „Max Egon Krankenhaus“. Im April 1974 wechselte die Nutzung und aus dem Krankenhaus wurde die „Staatliche Akademie für Lehrerfortbildung“. Da mit Wirkung zum 1. Januar 2004 die ehemals selbständigen Staatlichen Akademien für Lehrerfortbildung in Calw, Donaueschingen, Esslingen-Zell und Comburg bei Schwäbisch Hall zur „Landesakademie für Fortbildung und Personalentwicklung an Schulen Baden-Württemberg“ zusammengelegt wurden, wurden im Oktober 2007 die ehemaligen Standorte in Calw und Donaueschingen im neuen Standort Bad Wildbad zusammengeführt, der am 22. Februar 2008 offiziell eingeweiht wurde.
- Fachwerkhaus „Falkenpost“, erbaut vor 1706, zuerst Gasthaus Zur verkehrten Welt später zum Falken umbenannt und im 18. Jahrhundert in eine Poststation von Thurn und Taxis für die Postroute Oberrhein – Bayern – Österreich umgewandelt

### Stadthalle / Donauhallen
Die Donauhallen (bis 1974 Stadthalle Donaueschingen) sind ein Messe-, Kongress- und Veranstaltungszentrum in der Stadtmitte. Sie umfassen insgesamt drei Hallen und drei Seminarräume mit einer Gesamtfläche über 3000 Quadratmetern. Am 11. September 2010 wurden die Donauhallen neu eröffnet. Das architektonische Ziel war es, die beiden bestehenden einzelnen Hallen – Mozart-Saal und Bartók-Saal – mit dem neuen Strawinsky-Saal, einer Foyerlandschaft und dem neuen Seminarbereich zu einem Hallenensemble zusammenzufügen.

### Sport
- FV Donaueschingen (Fußball)
- DJK Donaueschingen (Fußball, Tischtennis u. a.)
- TV 1864 Donaueschingen e. V. (Turnen, Volleyball u. a.)
- HSV Donaueschingen (Handball)
- Skiclub SC 1900 Donaueschingen e. V. (Ski Alpin, Nordic Walking u. a.)
- SC Baar Donaueschingen e.V. (Ski Alpin, Fahrrad u. a.)
- Tennisclub Blau-Weiss Donaueschingen e. V. (Tennis)
- SSC Donaueschingen (Fußball)
- LVD (Leichtathletik)
- SC Donaueschingen (Schachclub)

### Musikalische Einrichtungen
- Überregionale musikalische Bedeutung hat Donaueschingen vor allem durch die jährlich stattfindenden Donaueschinger Musiktage erlangt, das weltweit traditionsreichste Festival für Neue Musik.
- Jugendmusikschule Donaueschingen
- Stadtkapelle Donaueschingen 1827 e. V.
- Fanfarenzug Donaueschingen
- Musikvereine in den Ortsteilen Allmendshofen, Aufen, Aasen, Hubertshofen, Neudingen, Grüningen, Pfohren und Wolterdingen.
- Die Gesellschaft der Musikfreunde

### Regelmäßige Veranstaltungen

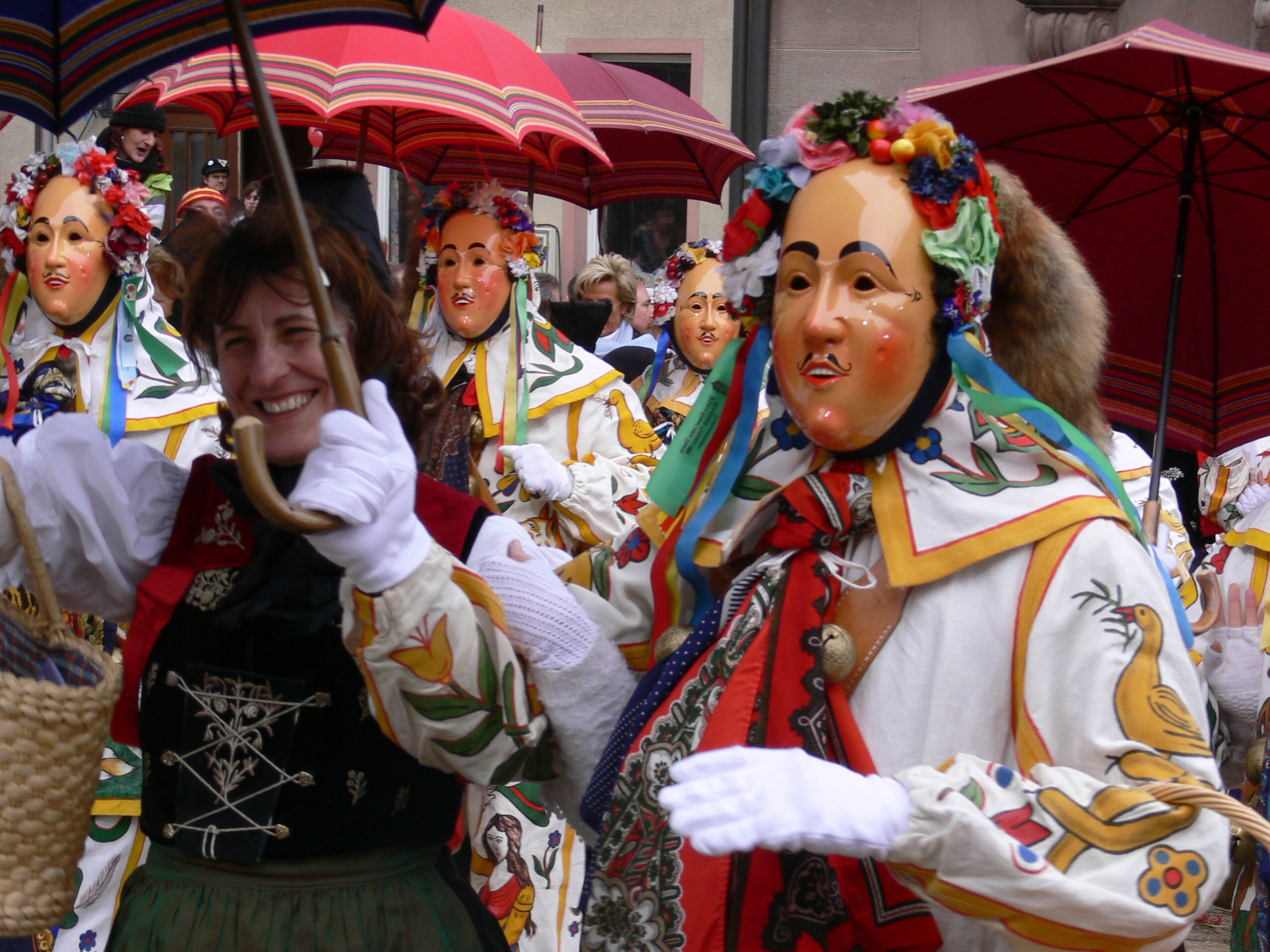
Hansel und Gretle

- Die schwäbisch-alemannische Fastnacht wird in Donaueschingen von der Narrenzunft „Frohsinn“ betrieben. Die wichtigsten Narrenfiguren sind „Hansel“ und „Gretle“.
- Konzertreihe Donaueschinger Musiktage mit zeitgenössischer Tonkunst (jedes Jahr am dritten Wochenende im Oktober)
- Reitturnier CHI Donaueschingen
- Donaueschinger Drachentage (alle zwei Jahre treffen sich Anfang Mai Drachenbauer aus ganz Deutschland, Frankreich und der Schweiz)
- Donaueschinger Windhundetage. Das besondere Ambiente dieser Hundeausstellung für Windhunde hat die Donaueschinger Windhundtage zu einem internationalen Ereignis werden lassen, das mittlerweile auch über europäische Grenzen hinaus bekannt und beliebt ist.
- Fürstenberg Polo Cup. Die öffentliche Veranstaltung findet seit 2007 alljährlich auf dem Privatgelände des Hauses Fürstenberg statt.[17]

## Wirtschaft und Infrastruktur

### Unternehmen
In Donaueschingen ist die Fürstlich Fürstenbergische Brauerei, der Zahnrad- und Getriebehersteller IMS Gear sowie eine Regionalgesellschaft von Aldi Süd angesiedelt.

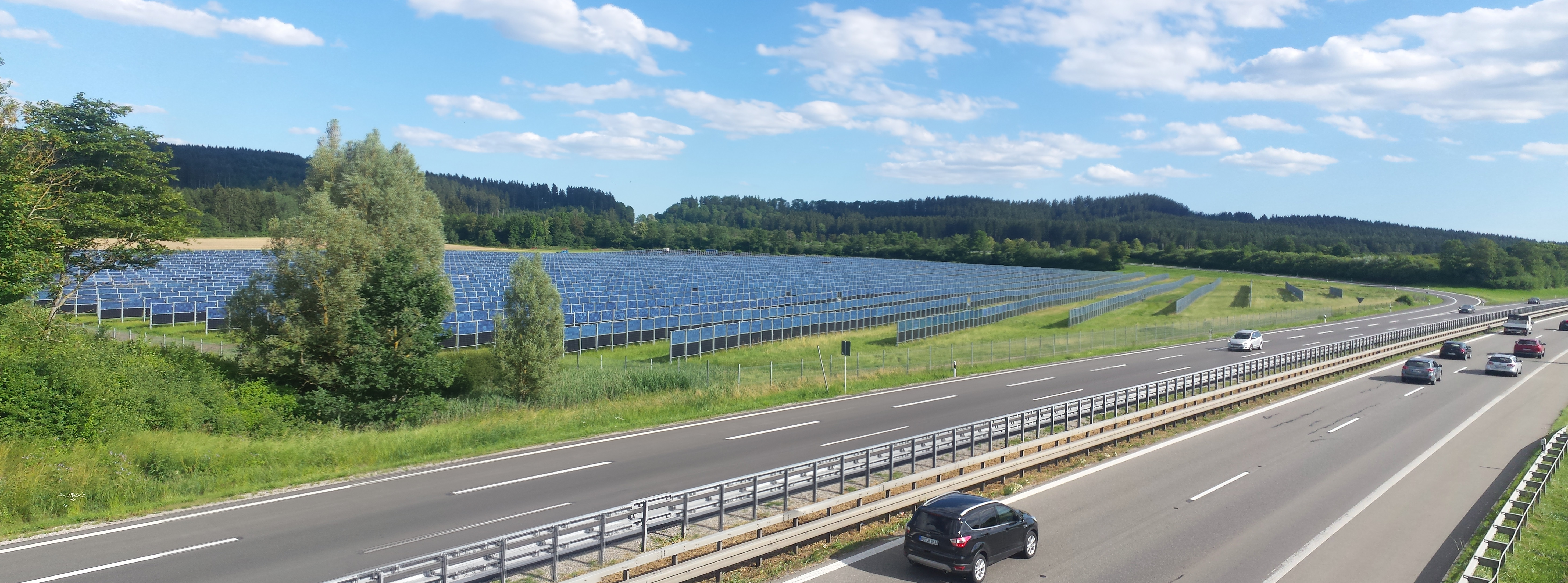
Agrivoltaikanlage Aasen

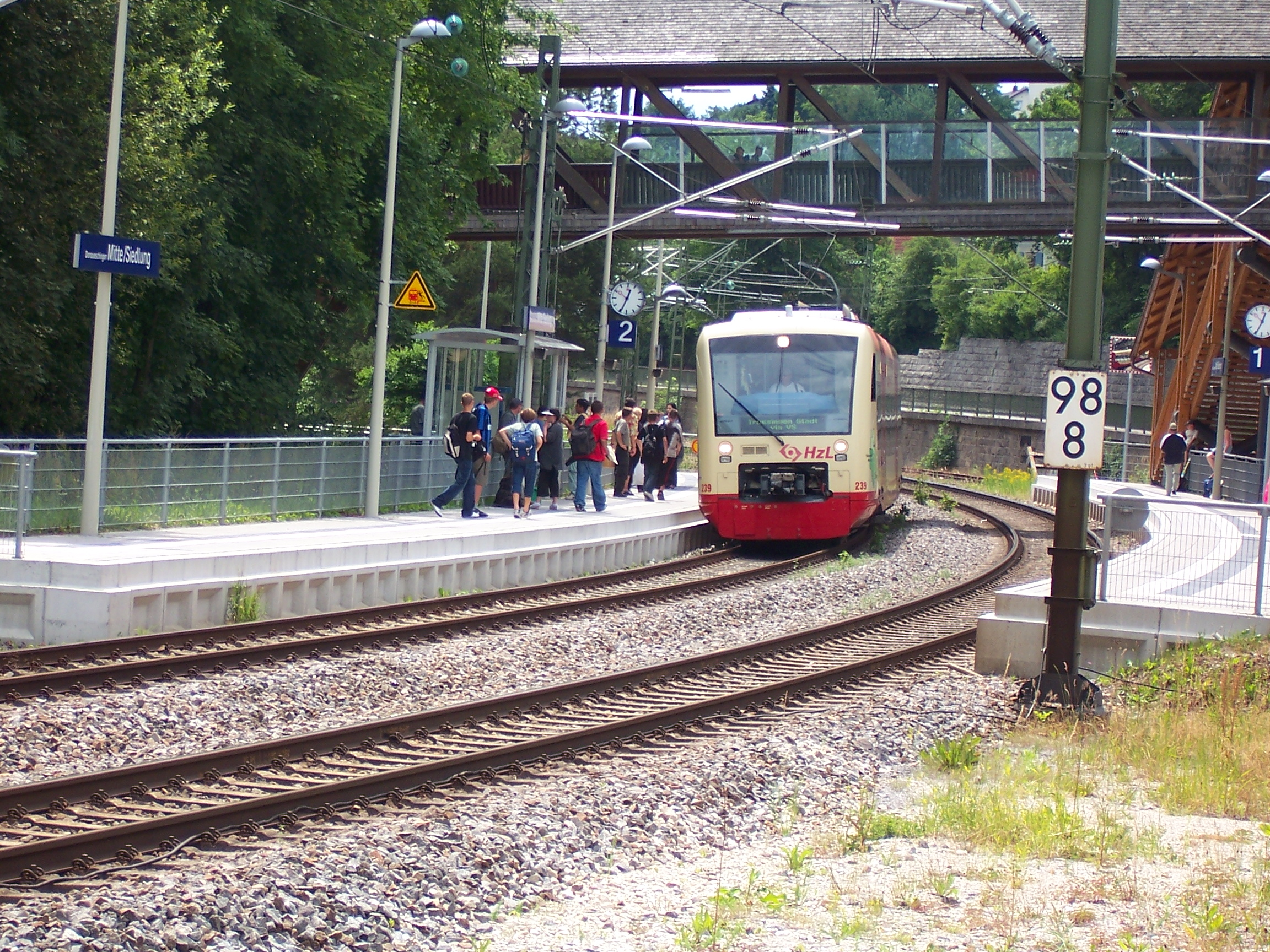
Ringzug am Haltepunkt Donaueschingen Mitte/Siedlung

Beim Stadtteil Aasen, am Übergang der A 864 zur B 27, befindet sich eine 4,1-MW-Agrovoltaik-Versuchsanlage mit bifazialen Solarzellen, die senkrecht im derzeitigen Weideland stehen. 47° 59′ 42″ N, 8° 31′ 54″ O

### Verkehr

#### Bahnverkehr
Donaueschingen ist ein wichtiger regionaler Eisenbahnknoten, an dem sich insgesamt vier Eisenbahnstrecken treffen. Der Bahnhof Donaueschingen ist Durchgangsbahnhof auf der Schwarzwaldbahn von Karlsruhe nach Konstanz und Beginn der Höllentalbahn von Donaueschingen über Neustadt nach Freiburg im Breisgau. Diese beiden Strecken der Eisenbahn gelten als technisch außergewöhnliche Bauwerke. Donaueschingen ist ebenfalls Anfangspunkt der Bregtalbahn nach Bräunlingen, die bis 1972 weiter bis Furtwangen führte. Die Stadt gehört zum Gebiet des Verkehrsverbundes Schwarzwald-Baar-Heuberg und ist an das Ringzug-System angeschlossen. Donaueschingen ist Intercity-Halt und hat so beispielsweise einzelne, durchgehende Verbindungen nach Dortmund und Hamburg.

#### Radverkehr
Durch Alltagsrouten aus dem Radnetz Baden-Württemberg ist Donaueschingen
- über Hüfingen, Bräunlingen und an Löffingen vorbei mit Titisee-Neustadt,
- über die Ortsteile Aufen und Grüningen und die Nachbargemeinde Brigachtal mit Villingen,
- über Bad Dürrheim mit Schwenningen,
- an Blumberg vorbei mit Schaffhausen und
- über die Ortsteile Pfohren und Neudingen und die Nachbarstadt Geisingen mit Tuttlingen verbunden.

In Donaueschingen beginnt der Donauradweg, einer der touristisch bekanntesten und längsten Radwanderwege in Europa. Er führt vom Zusammenfluss von Brigach und Breg über Ulm, Passau, Wien und Budapest bis zur Mündung der Donau am Schwarzen Meer. 
Durch die Stadt verläuft als Landes-Radfernweg außerdem der Heidelberg-Schwarzwald-Bodensee-Radweg. Er führt von Heidelberg nach Radolfzell. Er verläuft von Rottweil kommend über Schwenningen und Donaueschingen Richtung Tengen und Singen am Hohentwiel.

#### Ferienstraße
Donaueschingen liegt an der grenzüberschreitenden Grünen Straße (Route Verte), die in den Vogesen in Contrexéville beginnt, bei Breisach am Rhein den Rhein überquert und in der Nordroute in Lindau und in der Südroute in Konstanz endet.

#### Fernstraßen
Die Stadt liegt an der A 864, einem Zubringer zur A 81 Stuttgart-Singen (Hohentwiel). Des Weiteren schneiden sich in der Stadt die Bundesstraßen 27 Stuttgart-Schaffhausen (Schweiz), 31 Freiburg im Breisgau-Lindau und 33 Offenburg-Konstanz.

#### Flugplatz
Der Verkehrslandeplatz Donaueschingen kommt auf rund 27.500 Starts und Landungen im Jahr, angestrebt sind 37.000.

### Gerichte und Behörden

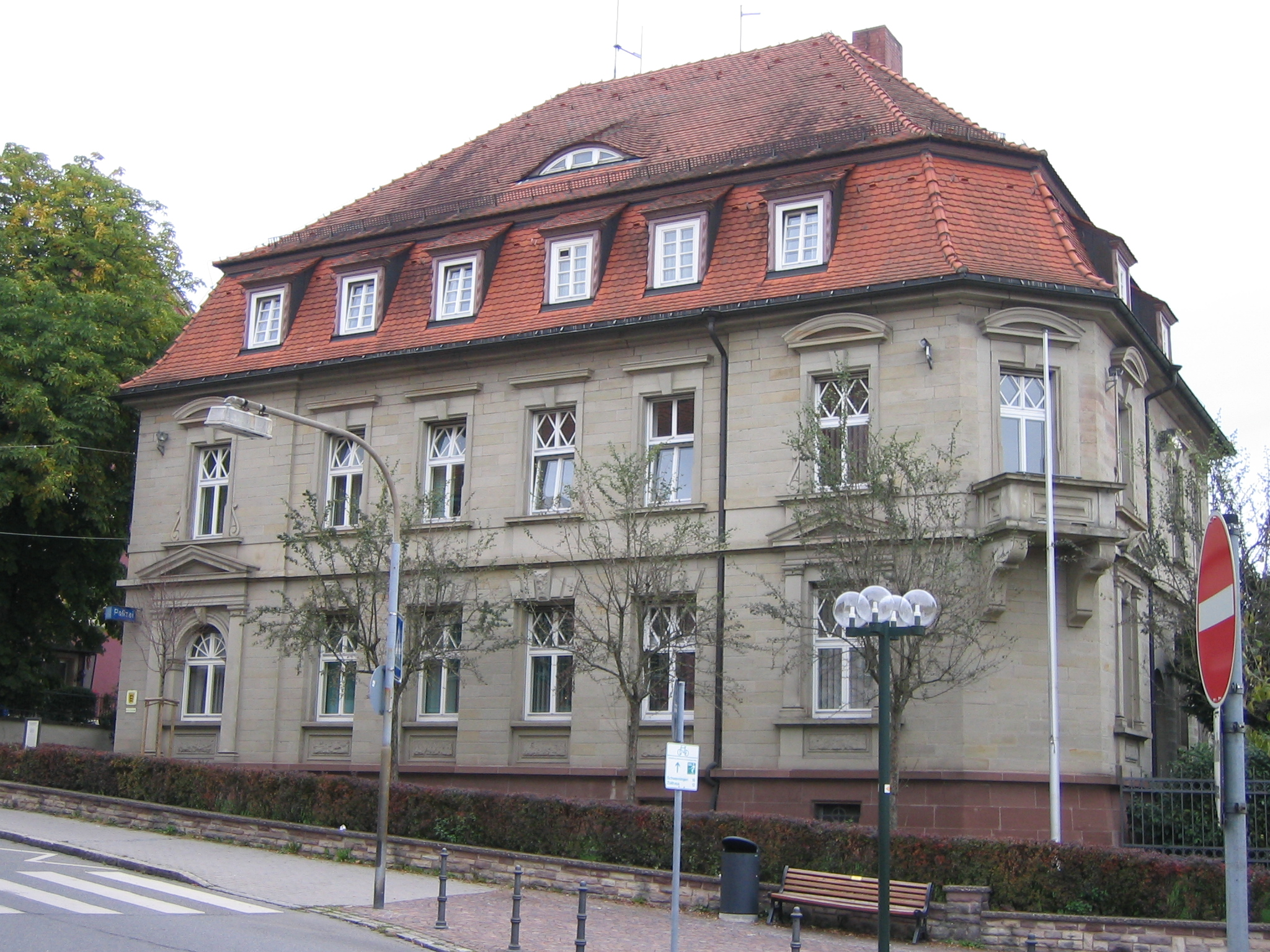
Ehemaliges Finanzamt (Erbaut 1892, neu erbaut nach Stadtbrand 1908, Renovierung 1984–1986)

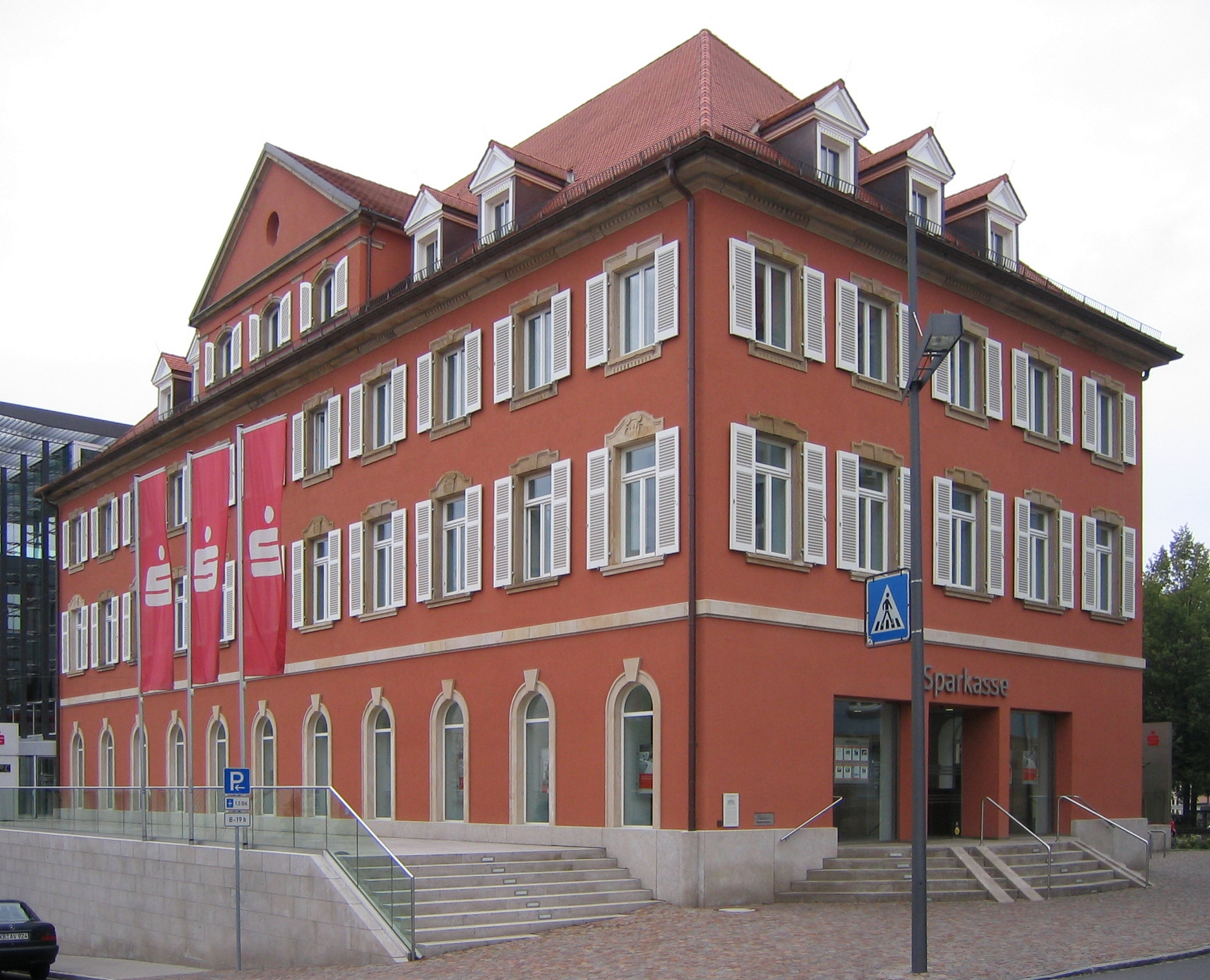
Sparkasse Donaueschingen, 2004 von der Architektenkammer Baden-Württemberg ausgezeichnet für Beispielhaftes Bauen

Donaueschingen ist Sitz eines Amtsgerichts, das zum Landgerichtsbezirk Konstanz gehört, sowie eines Notariats und hat ferner Außenstellen des Finanzamts Villingen-Schwenningen und des Landratsamts Schwarzwald-Baar-Kreis. Außerdem hat Donaueschingen einen Dienstsitz des Regierungspräsidiums Freiburg im Breisgau, der für Bundesautobahnen und Bundesstraßen im Bereich der Region Schwarzwald-Baar-Heuberg zuständig ist.
Das Staatliche Schulamt Donaueschingen ist die Schulaufsichtsbehörde für alle Grund-, Haupt-, Werkreal-, Real- und Gemeinschaftsschulen sowie sonderpädagogische Bildungs- und Beratungszentren in den Landkreisen Schwarzwald-Baar und Rottweil.

### Medien
Über das lokale Geschehen in Donaueschingen berichten als Tageszeitungen eine Lokalausgabe des Südkurier und eine Lokalausgabe des Schwarzwälder Boten. Das neue Radio Neckarburg als zuständiger Lokalsender berichtet auch über die Stadt, der UKW-Empfang ist aber nicht überall im Stadtgebiet zufriedenstellend.

### Garnison
In der Fürstenberg-Kaserne in Donaueschingen befindet sich ein Standort der Deutsch-Französischen Brigade, der das deutsche Jägerbataillon 292 und die 3. Kompanie des Deutsch-Französischen Versorgungsbataillons beherbergt. Das französische Infanterieregiment 110 war bis zu seiner Auflösung ebenfalls in Donaueschingen stationiert. Ende Juni 2014 verließen die französischen Soldaten nach einer Parade Donaueschingen.

### Bildungseinrichtungen
In Donaueschingen gibt es in Trägerschaft der Stadt ein allgemeinbildendes Gymnasium (Fürstenberg-Gymnasium), eine Realschule (Realschule Donaueschingen), ein sonderpädagogisches Bildungs- und Beratungszentrum mit Förderschwerpunkt Lernen (Heinrich-Feurstein-Schule), eine Grund- und Werkrealschule (Eichendorffschule), drei Grundschulen (Erich-Kästner-Schule mit Außenstellen in Allmendshofen und Grüningen, Grundschule Pfohren mit Außenstelle Aasen und Grundschule Wolterdingen).
Der Schwarzwald-Baar-Kreis ist Träger der beiden Beruflichen Schulen (Gewerbliche Schulen Donaueschingen und Kaufmännische und Hauswirtschaftliche Schulen (KHS Donaueschingen) unter anderem mit einem Wirtschaftsgymnasium) und einem technischen Gymnasium sowie des sonderpädagogischen Bildungs- und Beratungszentrums mit dem Förderschwerpunkt geistige Entwicklung (Karl-Wacker-Schule).
Die Volkshochschule Baar, ein Zweckverband der Städte Donaueschingen, Blumberg, Bräunlingen und Hüfingen, hat als kommunale Weiterbildungseinrichtung ihren Sitz in Donaueschingen.
Die Abendrealschule, die Altenpflegeschule des Caritasverbandes für die Erzdiözese Freiburg e. V. und die Fachschule für Landwirtschaft runden das schulische Angebot in Donaueschingen ab.

## Sonstiges
Ein Airbus A319-100 der Lufthansa CityLine mit dem Luftfahrzeugkennzeichen D-AILW trägt den Namen „Donaueschingen“.

## Persönlichkeiten

### Ehrenbürger
Die Stadt Donaueschingen hat folgenden Personen das Ehrenbürgerrecht verliehen:
- 1840: John Ruegger, Hofmeister
- 1896: Hermann Götz, Direktor der Großherzoglichen Kunstgewerbeschule
- 1908: Hermann Fischer, Bürgermeister
- 1913: Wilhelm Lukas Strauß, Geheimer Regierungsrat
- 1918: Monsignore Carl Scheu, Pfarrer
- 1923: Maximilian Egon II. Fürst zu Fürstenberg, Landgraf in der Baar und zu Stühlingen
- 1953: Georg Mall, Beigeordneter
- 1956: Max Egon Prinz zu Fürstenberg
- 1973: Joachim Egon Fürst zu Fürstenberg
- 1974: Elisabeth Rothweiler, Gemeinderätin (1956–1969), Lehrerin und Wohltäterin
- 2005: Bernhard Everke, Oberbürgermeister (bis Oktober 2004)
- 2008: Hansjürgen Bühler, Stadtrat

### Söhne und Töchter der Stadt

#### Bis 1900
- Anna Maria Schultheiss (1760–1840), Stammmutter des römischen Adelsgeschlechtes Torlonia
- Karl von Neuenstein (1767–1838), badischer Generalleutnant
- Joseph von Laßberg (1770–1855), Forstmann, Germanist und Schriftsteller
- Joseph Merk (1780–1845), badischer Jurist, Amtmann, Ministerialrat und Abgeordneter
- Fidelis Scheu (1780–1830), Mediziner, Balneologe und Fachschriftsteller in Böhmen
- Josef Obkircher (1783–1854), Jurist, Landtagsabgeordneter
- Mathias Aberle (1784–1847), österreichischer Mediziner
- Johann Nepomuk Zwerger (1796–1868), Bildhauer
- Ludwig Kirsner (1810–1876), Apotheker, Reichstags- und Landtagsabgeordneter
- Joseph Weißhaar (1814–1870), Wirt, Politiker, Anführer in der Badischen Revolution
- Carl von Verschuer (1816–1859), Gutsbesitzer, Kammerherr und Mitglied der kurhessischen Ständeversammlung
- Karl Egon III. zu Fürstenberg (1820–1892), preußischer Offizier, General der Kavallerie, Politiker, Mitglied des Preußischen Herrenhauses, Großgrundbesitzer
- Max Egon I. zu Fürstenberg (1822–1873), österreichischer Militär und Politiker
- Karl Roth von Schreckenstein (1823–1894), Historiker, Schriftsteller und Archivar
- Emil Freyburger (1825–1899), Schriftsteller, geboren in Wolterdingen
- August Frey, ab 1873 Karl August von Frey, ab 1884 Karl August Ritter von Frey (1826–1898), österreichischer Industrieller und Politiker
- Robert von Hornstein (1833–1890), Komponist
- Julius Diefenbach (1835–1917), Ingenieur, Regierungsrat und Reichstagsabgeordneter
- Hugo Wehrle (1847–1919), Violinist und königlich-württembergischer Hofkapellmeister
- Hermann Götz (1848–1901), Maler, Lithograf, Plastiker und Kunstgewerbler sowie Professor an der Karlsruher Kunstgewerbeschule
- Franz Ludwig Teufel (1848–1884), klassischer Philologe, Orientalist und Bibliothekar
- Wilhelm Vittali (1859–1920), Architekt
- Karl Kißling (1875–1953), Ärztlicher Direktor der Krankenanstalten Mannheim
- Leopold Rothmund (1879–1967), Professor für Wasserbau
- Eugen Meindl (1892–1951), General der Fallschirmtruppe
- Eugen Wannenmacher (1897–1974), Zahnarzt und Hochschullehrer sowie SS-Sturmbannführer in der Dienststelle des Reichsarztes SS

#### Ab 1901
- Karl Hahn (1901–1982), Politiker (CDU), MdB
- Max Güde (1902–1984), Jurist und Politiker
- Max Rieple (1902–1981), Schriftsteller
- Wolf-Dieter Bensinger (1907–1974), Ingenieur
- Hans Eisele (1913–1967), KZ-Arzt
- Cornelius Keller (1931–1994), Chemiker und Hochschullehrer in Karlsruhe
- Helmut Maurer (1936–2018), Historiker und Archivar
- Christoph Stadel (* 1938), österreichisch-kanadischer Geograph, Hochschullehrer
- Anselm Kiefer (* 1945), Maler und Bildhauer
- Zbigniew Łój (1945–2022), polnischer Hockeytorwart
- Karin Rehbock-Zureich (* 1946), Politikerin (SPD)
- Christoph Haberer (* 1951), Schlagzeuger und Komponist
- Rolf W. Stoll (* 1951), Musikwissenschaftler, Autor und Verleger
- Hans-J. Müller (* 1952), Bildhauer
- Werner Semmler (* 1952), Publizist und Verleger, Schöpfer des Queen-Auguste-Victoria-Parks
- Martin H. Geyer (* 1957), Historiker und Hochschullehrer
- Lothar Wölfle (* 1958), Politiker (CDU), Landrat des Bodenseekreises
- Joachim Winter (* 1967), Wirtschaftswissenschaftler, Hochschullehrer
- Niko Reith (* 1969), Landtagsabgeordneter mit Wahlkreisbüro in Donaueschingen, stellvertretender Oberbürgermeister und Stadtrat
- Stephanie Aeffner (1976–2025), Bundestagsabgeordnete
- Sascha Schneider (* 1976), Karateka
- Ali Güneş (* 1978), Fußballspieler
- Christian Keller (* 1978), Fußballfunktionär
- Simon Boch (* 1994), Leichtathlet
- Christoph Kessler (* 1995), Leichtathlet
- Marian Teubert (* 2000), Handballspieler

### Personen mit Bezug zur Stadt
- Wolfgang Amadeus Mozart (1756–1791), Musiker, hielt sich 1766 mit seiner Familie für zwölf Tage in der fürstlichen Residenz auf und wäre 1786 beinahe fürstlicher Hofkompositeur geworden[22]
- Joseph Eiselein (1791–1856), Gelehrter, ab 1816 Gymnasiallehrer in Donaueschingen, 1820–1823 Bibliothekar der Fürstlich Fürstenbergischen Hofbibliothek; Herausgeber der „Sämtlichen Werke“ von Johann Joachim Winckelmann, die zwischen 1825 und 1829 in Donaueschingen erschienen
- Karl Gebhard (1800–1874), leitete als Oberforstrat das Forstwesen des Fürstentums Fürstenberg
- Georg Tumbült (1856–1947), Archivar und Historiker, wirkte über 60 Jahre in Donaueschingen
- Heinrich Feurstein (1877–1942), römisch-katholischer Priester und Kunsthistoriker, war Stadtpfarrer von Donaueschingen
- Klaus Bockisch (1938–2018), Bundesligafußballspieler mit Preußen Münster, starb in Donaueschingen
- Hüseyin Avni Karslıoğlu (* 1956), türkischer Diplomat und seit Januar 2012 türkischer Botschafter in Deutschland, verbrachte Teile seiner Grundschulzeit in Donaueschingen
- Dirk-Alexander Grams (* 1957), Maler
- Gundolf Köhler (1959–1980), Rechtsextremist und Oktoberfestattentäter, wuchs in Donaueschingen auf
- Marc Terenzi (* 1978), Pop- und Rocksänger, lebte von Dezember 2009 bis April 2010 in Donaueschingen[23]
- Felix K. Maier (* 1981), Althistoriker und Altphilologe

## Anmerkung
1. ↑  In Donaueschingen erwähnt werden 1292 Bertholdus pupillus, in Tůnovweschingen residentes, […] Johannes de Tůnovweschingen: „Die Burg Donaueschingen war ein uralter Stammsitz des Blumberger Geschlechts.“ (Andre Bechthold: Blumberg. S. 39, Zitat in Anm. 80 in: Kindler von Knobloch: Oberbadisches Geschlechterbuch. Bd. 1, S. 110.) Die Blumberger Herrschaft bestand dort bis 1450 zum Tod von „Rudolf von der alten Blumberg d. J. zu Donaueschingen, [… der] ohne männliche Erben zu hinterlassen starb. Sein Schwager, Ritter Sigmund vom Stein, vermochte sich, ohne daß wir über die Vorgänge im einzelnen unterrichtet sind, in den Besitz der Eigen- und Lehensgüter zu setzen.“ (Karl Bader: Herrschaft Blumberg. S. 19 f.)